# 인도양
인도양(Indian Ocean)은 세계 5대 대양 중 세 번째로 큰 대양으로, 지구 표면의 수역 약 20%인 70,560,000 km2 (27,240,000 mi2)를 덮는다. 북쪽으로는 아시아, 서쪽으로는 아프리카, 동쪽으로는 오스트레일리아와 접한다. 남쪽으로는 정의에 따라 남극해 또는 남극과 접한다. 인도양에는 안다만해, 아라비아해, 벵골만, 라카디브해 등 넓은 주변해 또는 지역해가 있다.
지질학적으로 인도양은 대양 중 가장 젊은 대양이며, 좁은 대륙붕과 같은 독특한 특징을 가진다. 평균 수심은 3,741 m이다. 대기와의 상호작용으로 인해 지구 기후에 큰 영향을 미치는 가장 따뜻한 대양이다. 이 해역은 인도양 워커 순환의 영향을 받아 독특한 해류 및 용승 패턴이 나타난다. 인도양은 산호초, 맹그로브, 해초층과 같은 중요한 생태계가 있는 생태학적으로 다양한 곳이다. 전 세계 참치 어획량의 상당 부분을 차지하며 멸종 위기에 처한 해양 종들의 서식지이다. 인도양 주변의 기후는 계절풍의 영향을 받는다.
인도양은 고대부터 문화적, 상업적 교류의 중심지였다. 이는 초기 인류 이동과 문명 확산에 중요한 역할을 했다. 현대에도 특히 석유 및 탄화수소의 세계 무역에 중요한 역할을 한다. 이 지역의 환경 및 지정학적 문제에는 기후변화, 남획, 오염, 해적 행위 및 섬 영토 분쟁이 포함된다.

## 어원
인도양은 적어도 1515년부터 현재의 이름으로 알려져 있으며, 이 시기에 인도 방향으로 뻗어 있다는 의미에서 라틴어 형태인 "Oceanus Orientalis Indicus"(직역: '인도 동해')로 증명되었다. 그 이전에는 동해로 알려져 있었는데, 이는 태평양이 발견되기 전까지 대서양에 반대되는 개념으로 18세기 중반까지 사용되던 용어였다. 현대에는 아프로-아시아 해(Afro-Asian Ocean)라는 이름이 간혹 사용된다.
이 대양의 힌디어 명칭은 हिंद महासागर (Hind Mahāsāgar, "인도의 대양"이라는 뜻)이다. 반대로 15세기 명나라 시대에 인도양을 여행했던 정화 함대는 이를 서해라고 불렀다. 고대 그리스 지리학에서는 그리스인들에게 알려진 인도양 지역을 에리트라해라고 불렀다.

## 지리

### 범위와 데이터
국제 수로 기구가 1953년에 경계 지은 인도양의 경계에는 남극해가 포함되었지만, 북부 가장자리를 따라 있는 주변해는 포함되지 않았다. 2002년 국제 수로 기구는 남극해를 별도로 경계로 그어 남위 60도 이남의 해역을 인도양에서 제외했지만, 북부 주변해는 포함했다. 경도상으로 인도양은 남아프리카 공화국의 아굴라스곶에서 남쪽으로 뻗은 동경 20도 자오선으로 대서양과, 오스트레일리아 태즈메이니아주의 사우스이스트곶에서 남쪽으로 뻗은 동경 146°49' 자오선으로 태평양과 경계가 지어진다. 인도양의 최북단 (주변해 포함)은 페르시아만의 대략 북위 30도이다.
인도양은 홍해와 페르시아만을 포함하며 남극해는 제외한 면적이 70,560,000 km2 (27,240,000 mi2)로, 전 세계 대양의 19.5%를 차지한다. 그 부피는 264,000,000 km3 (63,000,000 cu mi)로, 전 세계 대양 부피의 19.8%를 차지한다. 평균 수심은 3,741 m이며 최대 수심은 7,920 m이다.
인도양 전체는 동반구에 있다. 동반구의 중심인 동경 90도는 나인티이스트 해령을 통과한다.
인도양에는 여러 섬들이 있다. 이들 섬은 주변 국가들이 통제하는 섬들과 독립국인 섬 국가 및 영토를 포함한다. 비연안 섬 중에는 크게 두 개의 군도가 있는데, 하나는 마다가스카르 주변, 다른 하나는 인도 남쪽에 있다. 몇몇 다른 해양 섬은 다른 곳에 흩어져 있다.:29–30

### 해안 및 대륙붕
대서양 및 태평양과는 대조적으로, 인도양은 세 면이 주요 육괴와 군도에게 둘러싸여 있으며 극에서 극까지 뻗어 있지 않아 만입된 대양에 비유될 수 있다. 대양이 인도반도를 중심으로 형성되어 있다. 인도 아대륙이 역사적으로 중요한 역할을 해왔지만, 인도양은 인류 역사 초기부터 혁신, 무역, 종교를 통해 다양한 지역을 연결하는 세계적인 무대 역할을 해왔다.
인도양의 활동형 경계는 평균 폭(육지에서 대륙붕 경사면까지의 수평 거리)이 19 ± 0.61 km (11.81 ± 0.38 mi)이며 최대 폭은 175 km이다. 수동형 경계는 평균 폭이 47.6 ± 0.8 km (29.58 ± 0.50 mi)이다.
대륙붕의 경사면 (대륙붕 경사면에서 사면 기슭까지의 수평 거리)의 평균 폭은 활동 경계와 수동 경계에서 각각 50.4–52.4 km (31.3–32.6 mi)이며, 최대 폭은 205.3–255.2 km (127.6–158.6 mi)이다.
대륙붕사면에 해당하는 힌지 지대(Hinge zone)에서는 부게 중력이 0에서 30 mGals에 이르는데, 이는 약 16km 두께의 퇴적물이 있는 대륙 지역에서는 이례적인 값이다. "힌지 지대가 남극에서 인도가 갈라질 때 형성된 대륙 및 원시 해양 지각 경계의 잔해를 나타낼 수 있다"고 가설이 제기되었다.
오스트레일리아, 인도네시아, 인도가 인도양에서 가장 긴 해안선과 배타적 경제 수역을 가진 세 국가이다. 대륙붕은 인도양의 15%를 차지한다.
인도양 연안 국가에는 20억 명 이상의 사람들이 거주하며, 대서양 연안에는 17억 명, 태평양 연안에는 27억 명 (일부 국가는 하나 이상의 대양과 접한다)이 거주한다.

#### 강
인도양 유역은 21,100,000 km2 (8,100,000 mi2)를 덮으며, 이는 태평양의 유역과 거의 동일하고 대서양 유역의 절반, 또는 인도양 해양 표면의 30% (태평양의 15%와 비교)에 해당한다. 인도양 유역은 대략 800개의 개별 유역으로 나뉘며, 이는 태평양의 절반에 해당한다. 이 중 50%는 아시아에, 30%는 아프리카에, 20%는 오스트랄라시아에 있다. 인도양의 강은 다른 주요 대양의 강들보다 평균적으로 짧다(평균 길이 740 km). 가장 큰 강은(5차수) 잠베지강, 갠지스강-브라마푸트라강, 인더스강, 주바강, 머리강이며, (4차수) 샤트알아랍강, 와디 아드다와시르 (아라비아반도의 메마른 강인 와디), 림포포강이다. 동곤드와나가 분리되고 히말라야산맥이 형성된 후 갠지스-브라마푸트라 강은 갠지스 삼각주 또는 슌도르본라고 알려진 세계에서 가장 큰 삼각주로 흐른다.

### 주변해
인도양의 주변해, 만, 강어귀 및 해협은 다음과 같다.
아프리카 동해안을 따라 모잠비크 해협이 마다가스카르와 아프리카 본토를 나누고 있으며, 마다가스카르 북쪽에 잔지해가 있다.
아라비아해 북쪽 해안에는 아덴만이 바브엘만데브 해협을 통해 홍해와 연결된다. 아덴만에는 지부티에 타주라만이 있으며, 과르다푸이 해협으로 소코트라섬과 아프리카의 뿔이 나눠진다. 홍해의 북쪽 끝은 아카바만과 수에즈만으로 이어진다. 인도양은 수에즈 운하를 통해 지중해와 인공적으로 연결되며, 이 운하는 홍해를 통해 접근할 수 있다. 아라비아해는 오만만과 호르무즈 해협을 통해 페르시아만과 연결된다. 페르시아만에는 바레인만이 카타르와 아라비아반도를 나누고 있다.
인도 서해안을 따라 있는 쿠치만과 캄바트만은 북단 구자라트주에 있으며, 몰디브와 인도의 남쪽 끝 사이엔 라카디브해가 있다. 벵골만은 인도 동해안에 있다. 만나르만과 포크 해협으로 스리랑카와 인도를 분리하며, 아담의 다리는 이 둘을 나눈다. 안다만해는 벵골만과 안다만 제도 사이에 있다.
인도네시아에서는 소위 인도네시아 해로인 믈라카 해협, 순다 해협, 토레스 해협으로 구성된다.
카펀테리아만은 오스트레일리아 북쪽 해안에 있으며, 그레이트오스트레일리아만이 남쪽 해안의 대부분을 차지한다.
1. 아라비아해 – 3,862만 km2
2. 벵골만 – 2,172만 km2
3. 안다만해 – 797,700 km2
4. 라카디브해 – 786,000 km2
5. 모잠비크 해협 – 700,000 km2
6. 티모르해 – 610,000 km2
7. 홍해 – 438,000 km2
8. 아덴만 – 410,000 km2
9. 페르시아만 – 251,000 km2
10. 플로레스해 – 240,000 km2
11. 말루쿠해 – 200,000 km2
12. 오만만 – 181,000 km2
13. 그레이트오스트레일리아만 – 45,926 km2
14. 아카바만 – 239 km2
15. 캄바트만
16. 쿠치만
17. 수에즈만
18. 두바이 운하
19. 호르무즈 해협

## 기후

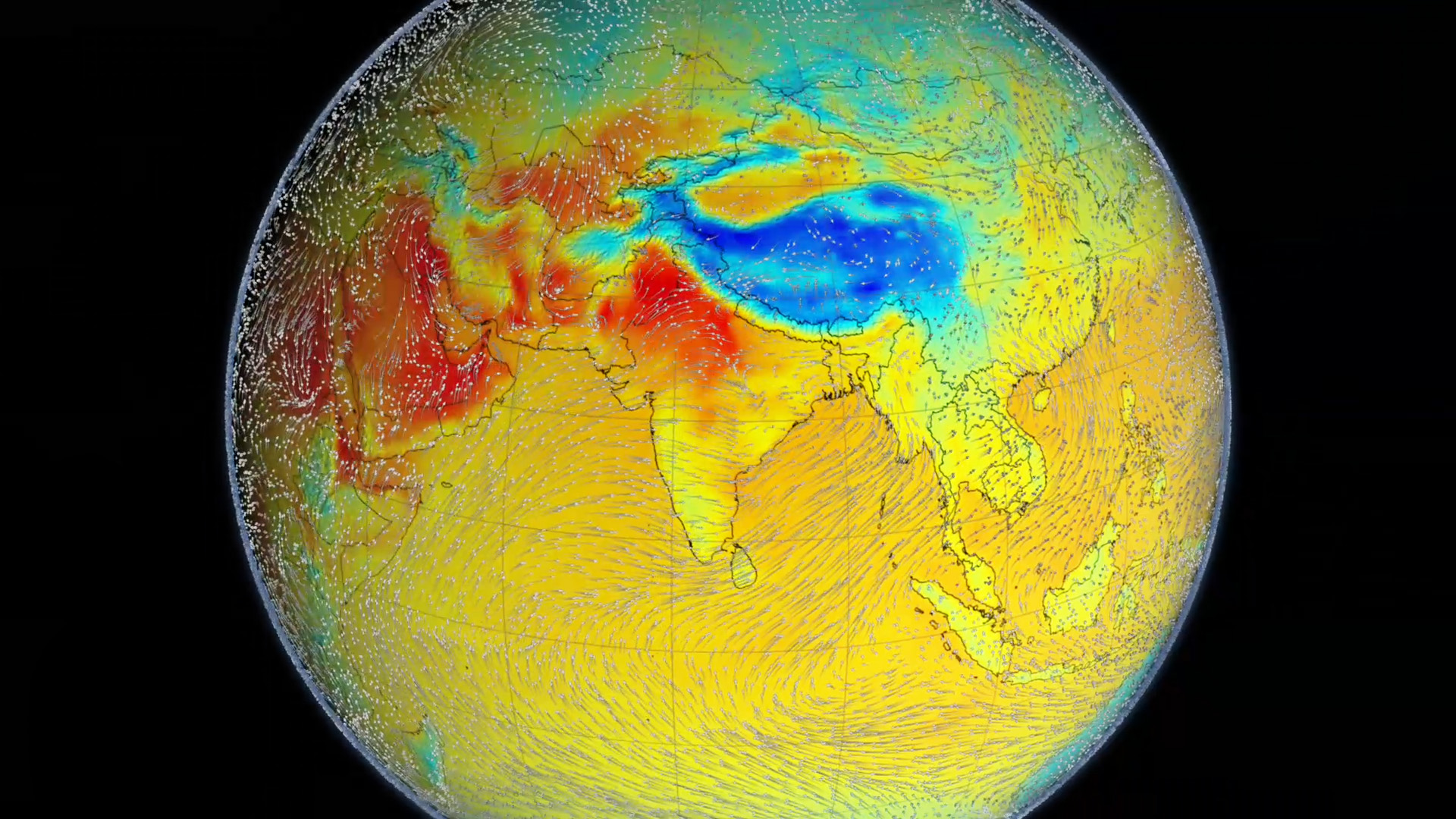
여름에는 따뜻한 대륙이 인도양에서 습한 공기를 끌어당겨 폭우를 내린다. 겨울에는 이 과정이 역전되어 건조한 날씨가 이어진다.

몇 가지 특징이 인도양을 독특하게 만든다. 인도양은 대규모 열대 온난수역의 핵심을 이루며, 대기와 상호 작용하여 지역 및 전 세계 기후에 영향을 미친다. 아시아는 열 수출을 막고 인도양 수온약층의 환기를 방해한다. 또한 아시아 대륙은 지구상에서 가장 강력한 인도양 계절풍을 일으켜 소말리아 해류와 인도 몬순 해류의 역전을 포함한 대규모 계절 해류 변화를 유발한다. 인도양 워커 순환으로 인해 지속적인 적도 동풍이 불지 않는다. 용승은 아프리카의 뿔과 아라비아반도의 북반구와 남반구 무역풍 북쪽에서 발생한다. 인도네시아 통과해류는 태평양과 연결되는 독특한 적도성 연결해류이다.
적도 북쪽의 기후는 계절풍 기후의 영향을 받는다. 10월부터 4월까지 강한 북동풍이 불고, 5월부터 10월까지는 남서풍이 우세하다. 아라비아해에서는 강력한 몬순이 인도 아대륙에 비를 가져온다. 남반구에서는 바람이 일반적으로 더 온화하지만, 모리셔스 근처의 여름 폭풍은 심각할 수 있다. 몬순 바람이 바뀔 때, 때때로 아라비아해와 벵골만 해안에 열대성 저기압이 강타한다. 인도 연간 총 강우량의 약 80%가 여름에 발생하며, 이 지역은 집중적인 강우량에 너무 의존하여 과거 몬순에 이상이 생겼을 때 많은 문명들이 멸망했다. 인도 여름 몬순의 엄청난 변동성은 선사 시대에도 발생했으며, 33,500~32,500 BP에는 강하고 습한 단계가, 26,000~23,500 BC에는 약하고 건조한 단계가, 17,000~15,000 BP에는 매우 약한 단계가 있었다. 이는 일련의 극적인 지구적 사건들, 즉 뵐링-알레뢰드 온난기, 하인리히 사건, 영거 드라이아스에 해당한다.

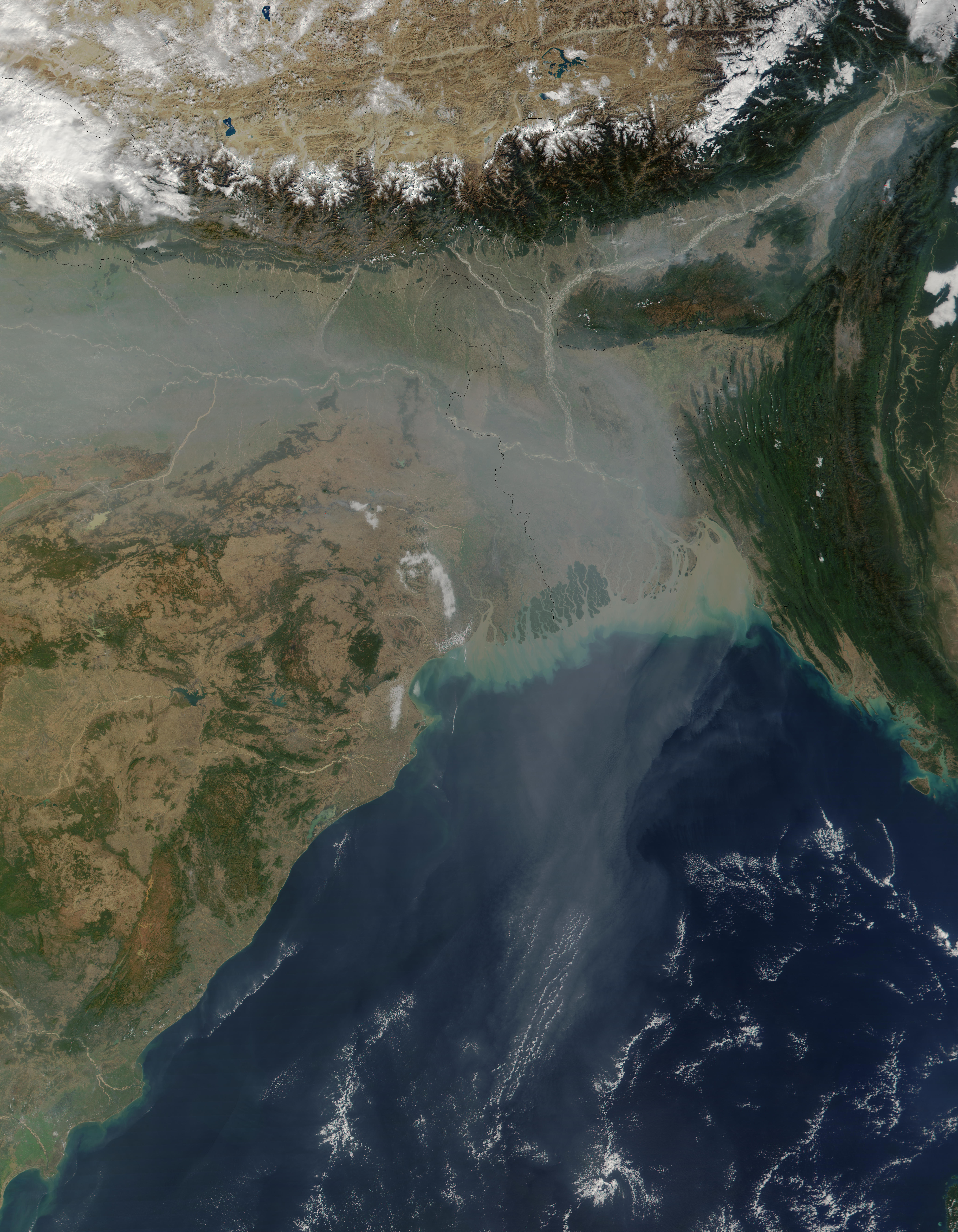
남아시아의 대기 오염이 벵골만 및 그 너머로 확산되는 모습을 찍은 위성 사진

인도양은 세계에서 가장 따뜻한 대양이다. 장기간 해수 온도 기록은 1901년부터 2012년까지 인도양에서 빠른 지속적인 온난화가 약 1.2 °C (34.2 °F) (따뜻한 수역 지역의 경우 0.7 °C (33.3 °F)와 비교) 발생했음을 보여준다. 연구에 따르면 인간이 유발한 온실 효과와 엘니뇨 (또는 인도양 다이폴) 사건의 빈도 및 규모 변화가 인도양의 이러한 강력한 온난화를 유발하는 요인이다. 인도양이 1950년부터 2020년까지 세기당 1.2 °C의 속도로 온난화된 반면, 기후 모델은 2020년부터 2100년까지 세기당 1.7 °C~3.8 °C의 가속화된 온난화를 예측한다. 온난화는 분지 전체에 걸쳐 일어나지만, 가장 심각한 현상은 아라비아해를 포함한 북서부 인도양에서 나타나며, 남동부 인도양의 수마트라 및 자와섬 연안에서는 온난화가 감소한다. 지구 온난화는 열대 인도양을 21세기 말까지 거의 영구적인 열파 상태로 만들 것으로 예측되며, 해양 열파는 연간 20일 (1970~2000년)에서 연간 220~250일로 증가할 것으로 예상된다.
적도 남쪽 (남위 20~5도)에서 인도양은 남반구 겨울 동안인 6월부터 10월까지 열을 얻고, 남반구 여름 동안인 11월부터 3월까지 열을 잃는다.
1999년에 인도양 실험은 남아시아와 동남아시아의 화석 연료 및 바이오매스 연소가 열대 수렴대까지 도달하는 대기 오염 (일명 아시아 갈색 구름)을 유발했음을 보여주었다. 이 오염은 지역 및 전 세계적으로 영향을 미친다.

## 해양학
인도양 퇴적물의 40%는 인더스와 갠지스 삼각지에 분포한다. 대륙 사면 인근의 해양 분지에는 주로 육원 퇴적물이 포함된다. 극 전선 남쪽의 해양 (대략 남위 50도)은 생물 생산성이 높으며 주로 규산염 점토로 구성된 비층상 퇴적물이 지배적이다. 세 주요 중앙 해령 근처의 해저면은 비교적 젊고 따라서 퇴적물이 없으며, 이는 초저속의 확장 속도 때문에 남서인도양 해령만 예외이다.
이 해양의 해류는 주로 계절풍으로 통제된다. 북반구에서 시계방향으로 흐르는 큰 환류 하나와 적도 남쪽에서 반시계방향으로 움직이는 환류 하나 (여기에는 아굴라스 해류와 아굴라스 환류가 포함됨)가 지배적인 흐름을 이룬다. 그러나 겨울 계절풍 (11월~2월) 기간에는 남위 30도 북쪽에서 순환이 역전되고, 겨울과 계절풍 사이의 전환기 동안에는 바람이 약해진다.
인도양에는 세계에서 가장 큰 해저 선상지인 벵골 선상지와 인더스 선상지가 있으며, 가장 넓은 해양 단구와 열곡 지역도 있다.
인도양으로 유입되는 심층수의 양은 11 Sv이며, 대부분은 순환 심층수 (CDW)에서 온다. CDW는 크로제 제도 및 마다가스카르 분지를 통해 인도양으로 진입하며, 남위 30도에서 남서인도양 해령을 통과한다. 마스카렌 분지에서 CDW는 심층 서안 경계류가 되기 전에 재순환된 가지류인 북인도 심층수와 만난다. 이 혼합수는 부분적으로 북쪽의 소말리아 분지로 흐르지만, 대부분은 로스비 파동으로 진동하는 흐름이 발생하는 마스카렌 분지에서 시계방향으로 흐른다.
인도양의 해수 순환은 아열대성 고기압 순환이 지배하며, 그 동쪽 확장부는 남동 인도양 해령과 동경 90도 해령으로 차단된다. 마다가스카르와 남서인도양 해령은 마다가스카르 남쪽과 남아프리카 공화국 연안의 3개의 가지류로 분리한다. 북대서양 심층수는 아프리카 남쪽, 깊이 2,000–3,000 m (6,600–9,800 ft) 지점에서 인도양으로 유입되며 아프리카 동쪽 대륙 사면을 따라 북쪽으로 흐른다. NADW보다 더 깊은 남극 저층수는 엔더비 평원에서 아굴라스 분지로, 남서 인도양 해령의 깊은 해로(<4,000 m (13,000 ft))를 가로질러 흐르며, 여기서 모잠비크 해협과 프린스에드워드 피쇄대로 계속된다.
남위 20도 북쪽에서 최저 표면 온도는 22 °C (72 °F)이며, 동쪽에서는 28 °C (82 °F)를 초과한다. 남위 40도 남쪽으로는 온도가 급격히 떨어진다.
벵골만은 인도양으로 유입되는 지표면 유출량의 절반 이상(대략 2,950 km3 or 710 cu mi)을 차지한다. 주로 여름에 이 유출수는 아라비아해로 흐르지만, 적도를 넘어 남쪽으로도 흐르며 인도네시아 통과 해류의 더 신선한 해수와 섞인다. 이 혼합된 담수는 남부 열대 인도양의 남적도 해류에 합류한다.
해수면 염분은 아라비아해에서 가장 높다(36 PSU 이상). 이는 그곳에서 증발이 강수량을 초과하기 때문이다. 남동아라비아해에서는 염분이 34 PSU 미만으로 떨어진다. 벵골만에서는 강 유출과 강수로 인해 가장 낮다(약 33 PSU). 인도네시아 통과 해류와 강수에선 수마트라 서해안을 따라 낮은 염분(34 PSU)을 기록한다. 계절풍 변화로 인해 6월부터 9월까지는 더 짠 해수가 아라비아해에서 벵골만으로 동쪽으로 이동하고, 1월부터 4월까지는 동인도 해안 해류에 의해 서쪽으로 아라비아해로 이동한다.
2010년에는 최소 5백만 제곱킬로미터 (1.9백만 제곱마일)를 덮는 인도양 거대 쓰레기 지대가 발견되었다. 인도양 환류를 타고 이 플라스틱 쓰레기 소용돌이는 오스트레일리아에서 아프리카로, 모잠비크 해협을 따라, 다시 오스트레일리아로 6년 주기로 끊임없이 해양을 순환하며 환류의 중심에 무기한 갇히는 쓰레기는 제외된다.
2012년 연구에 따르면 인도양의 쓰레기 지대는 수십 년 후에 크기가 줄어들고 수백 년 후에는 완전히 사라질 것이라고 한다. 그러나 수천 년 동안 전 세계의 쓰레기 지대 체계가 북태평양에 축적될 것이다.
인도양에는 아마도 로스비 파동 전파로 인해 발생한 두 개의 반대 방향으로 회전하는 무조점이 있다.
빙산은 남위 55도까지 북상하며, 태평양과 유사하지만 빙산이 남위 45도까지 도달하는 대서양보다는 적다. 2004년에서 2012년 사이에 인도양에서 손실된 빙산의 양은 24 Gt이었다.
1960년대 이후 인간이 유발한 지구 해양 온난화와 후퇴하는 육지 얼음으로부터의 담수 유입은 전 세계적인 해수면 상승을 야기한다. 인도양에서도 해수면이 상승하는데, 남부 열대 인도양에서는 감소한다. 이는 온실 기체 증가로 인한 것으로 추정된다.

## 해양 생물
열대 해양 중 서부 인도양은 강력한 계절풍으로 인해 여름철 식물성 플랑크톤 대량 발생이 가장 많이 일어나는 곳 중 하나이다. 몬순 바람은 강력한 해안 및 외해 용승을 유발하여, 충분한 빛이 있는 상층부에 영양분을 공급하고 광합성과 식물성 플랑크톤 생산을 가능케 한다. 이러한 식물성 플랑크톤 대량 발생은 해양 먹이 사슬의 기반으로서 해양 생태계를 지탱하며, 궁극적으로 더 큰 어종도 자랄 수 있게 도운다. 인도양은 경제적으로 가장 가치 있는 다랑어 어획량에서 두 번째로 큰 비중을 차지한다. 그 어류는 연안 국가들에게 국내 소비 및 수출을 위해 매우 중요하며 그 중요성이 점점 커지고 있다. 러시아, 일본, 대한민국, 중화민국의 어선도 인도양에서 주로 새우와 다랑어를 어획한다.
연구에 따르면 해수 온도 상승이 해양 생태계에 큰 타격을 주고 있다. 인도양의 식물성 플랑크톤 변화에 대한 연구는 지난 60년 동안 인도양 해양 플랑크톤이 최대 20% 감소했음을 보여준다. 참치 어획량도 지난 반세기 동안 50~90% 감소했다. 이는 주로 산업 어업의 증가 때문이며, 해수 온난화가 어류 종에 추가적인 스트레스를 가하고 있다.
멸종 위기 및 취약 상태인 해양 포유류 및 거북은 다음과 같다.
| 이름                                            | 분포                        | 추세       |
| 멸종 위기                                       | 멸종 위기                   | 멸종 위기  |
| ----------------------------------------------- | --------------------------- | ---------- |
| 오스트레일리아바다사자 (Neophoca cinerea)       | 서오스트레일리아            | 감소       |
| 대왕고래 (Balaenoptera musculus)                | 전 세계                     | 증가       |
| 보리고래 (Balaenoptera borealis)                | 전 세계                     | 증가       |
| 이라와디돌고래 (Orcaella brevirostris)          | 동남아시아                  | 감소       |
| 인도양혹등돌고래 (Sousa plumbea)                | 서인도양                    | 감소       |
| 바다거북 (Chelonia mydas)                       | 전 세계                     | 감소       |
| 취약                                            |                             |            |
| 듀공 (Dugong dugon)                             | 적도 인도양 및 태평양       | 감소       |
| 향고래 (Physeter macrocephalus)                 | 전 세계                     | 알 수 없음 |
| 참고래 (Balaenoptera physalus)                  | 전 세계                     | 증가       |
| 오스트레일리아스넙핀돌고래 (Orcaella heinsohni) | 오스트레일리아 북부, 뉴기니 | 감소       |
| 인도태평양혹등돌고래 (Sousa chinensis)          | 동남아시아                  | 감소       |
| 남방상괭이 (Neophocaena phocaenoides)           | 북인도양, 동남아시아        | 감소       |
| 오스트레일리아혹등돌고래 (Sousa sahulensis)     | 오스트레일리아 북부, 뉴기니 | 감소       |
| 장수거북 (Dermochelys coriacea)                 | 전 세계                     | 감소       |
| 올리브각시바다거북 (Lepidochelys olivacea)      | 전 세계                     | 감소       |
| 붉은바다거북 (Caretta caretta)                  | 전 세계                     | 감소       |

인도양의 80%는 개방된 대양이며, 9개의 대규모 해양생태계인 아굴라스 해류, 소말리아 해안 해류, 홍해, 아라비아해, 벵골만, 타이만, 서중앙 오스트레일리아 대륙붕, 북서 오스트레일리아 대륙붕, 남서 오스트레일리아 대륙붕을 가지고 있다. 산호초는 약 200,000 km2 (77,000 mi2)를 덮는다. 인도양의 해안은 3,000 km2 (1,200 mi2)의 해변과 조간대, 그리고 246개의 더 큰 어귀를 가지고 있다. 용승 지역은 작지만 중요하다. 인도의 고염분 염전은 5,000–10,000 km2 (1,900–3,900 mi2) 사이의 면적을 덮고 있으며, 이 환경에 적응한 종들, 예를 들어 브라인 쉬림프와 두날리엘라 살리나는 조류 생명에 중요하다.
산호초, 해초층, 맹그로브 숲은 인도양의 가장 생산적인 생태계이다. 해안 지역은 제곱킬로미터당 20톤의 물고기를 생산한다. 그러나 이 지역들은 인구 밀도가 제곱킬로미터당 수천 명을 초과하는 도시화가 진행되고 있으며, 어업 기술은 더욱 효율적이고 종종 지속 가능한 수준을 넘어 파괴적이며, 해수면 온도 상승은 산호 백화 현상을 확산시킨다.
인도양 지역의 맹그로브는 80,984 km2 (31,268 mi2)를 덮으며, 이는 전 세계 맹그로브 서식지의 거의 절반에 해당한다. 이 중 42,500 km2 (16,400 mi2)가 인도네시아에 있으며, 이는 인도양 맹그로브의 50%를 차지한다. 맹그로브는 인도양 지역에서 기원하여 다양한 서식지에 적응했지만, 가장 큰 서식지 손실을 겪는 곳도 이곳이다.
2016년, 남서인도양 해령의 열수 분출구에서 "호프" 게, "거대 펠토스피리드" 달팽이, 고둥 모양 달팽이, 삿갓조개, 비늘벌레, 다모류 벌레 등 6종의 새로운 동물 종이 확인되었다.
서인도양실러캔스는 1930년대 남아프리카 공화국 연안의 인도양에서 발견되었으며, 1990년대 후반에는 인도네시아 술라웨시섬 연안에서 또 다른 종인 인도네시아실러캔스가 발견되었다. 현재 남아있는 대부분의 실러캔스는 코모로에서 발견되었다. 두 종 모두 데본기 전기 (4억 1천만년 전)부터 알려진 육기어류 목에 속하며 6천6백만 년 전에 멸종된 것으로 생각되었지만, 데본기 조상과는 형태학적으로 구별된다. 수백만 년에 걸쳐 실러캔스는 다른 환경에 서식하도록 진화했다. 얕은 기수역에 적응했던 폐는 깊은 해양수에 적응한 아가미로 진화했다.

## 생물다양성
지구의 36개 생물 다양성 핫스팟 중 9개(25%)가 인도양 연안에 있다.

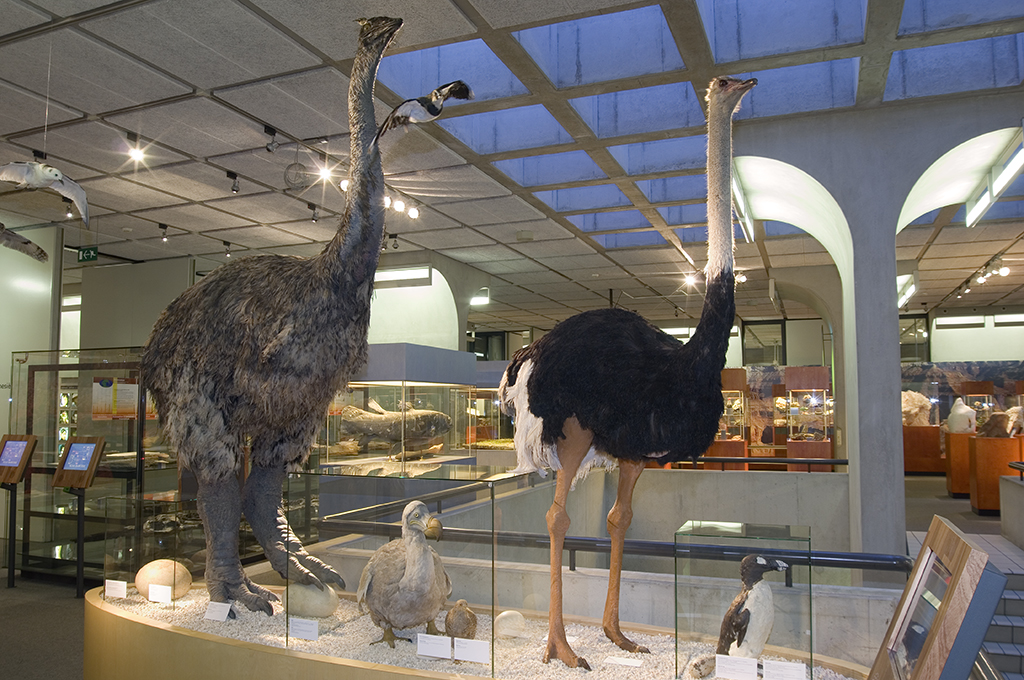
마다가스카르의 코끼리새, 모리셔스의 도도새, 타조 (왼쪽에서 오른쪽)

- 마다가스카르 및 서인도양 섬들(코모로, 레위니옹, 모리셔스, 로드리게스, 세이셸, 소코트라)에는 식물 13,000종(11,600종 고유종), 조류 313종(183종), 파충류 381종(367종), 민물고기 164종(97종), 양서류 250종(249종), 포유류 200종(192종)이 서식한다.[51]

이러한 다양성의 기원은 논쟁 중이다. 곤드와나의 분리는 1억 년보다 오래된 종분리를 설명할 수 있지만, 젊고 작은 섬들의 다양성은 신생대 시기에 인도양 주변에서 섬들로의 분산이 필요했을 것이다. 섬에서 대륙으로의 "역 식민지화"는 최근에 발생한 것으로 보인다. 예를 들어, 카멜레온은 마다가스카르에서 처음 다양화된 후 아프리카를 식민지화했다. 인도양 섬들의 여러 종은 진화 과정의 교과서적인 사례이다. 소똥구리, 낮도마뱀붙이, 여우원숭이는 모두 적응방산의 예시이다.
모리셔스의 마르 오 송즈 습지에서는 최근 멸종된 척추동물들의 많은 뼈(제곱미터당 250개의 뼈)가 발견되었는데, 여기에는 도도새 (Raphus cucullatus)와 실린드라스피스 거대 거북의 뼈도 포함된다. 이 유해들에 대한 분석은 약 4,000년 전부터 인도양 남서부에서 건조화 과정이 시작되었음을 시사한다.
- 마푸탈란드-폰돌란드-앨버니 핫스팟(MPA): 식물 8,100종(1,900종 고유종), 조류 541종(0종), 파충류 205종(36종), 민물고기 73종(20종), 양서류 73종(11종), 포유류 197종(3종).[51]

MPA에서 한때 널리 퍼져 있던 포유류 거대 동물군은 20세기 초에 거의 멸종되었다. 그 이후로 일부 종은 성공적으로 회복되었다. 흰코뿔소 (Ceratotherium simum simum) 개체수는 1895년 20마리 미만에서 2013년 기준 17,000마리 이상으로 증가했다. 다른 종들은 여전히 울타리 친 지역과 관리 프로그램에 의존하고 있으며, 여기에는 검은코뿔소 (Diceros bicornis minor), 아프리카들개 (Lycaon pictus), 치타 (Acynonix jubatus), 코끼리 (Loxodonta africana), 사자 (Panthera leo)가 포함된다.
- 동아프리카 해안 숲: 식물 4,000종(1,750종 고유종), 조류 636종(12종), 파충류 250종(54종), 민물고기 219종(32종), 양서류 95종(10종), 포유류 236종(7종).[51]

이 생물 다양성 핫스팟(및 이름이 같은 생태지역 및 "고유 조류 지역")은 해안에서 200 km (120 mi) 이내에 위치하며 총 면적은 약 6,200 km2 (2,400 mi2)인 작은 숲 지역이 이어져 있으며, 각 지역 내에는 종종 독특한 종이 모여 있다. 또한 잔지바르와 펨바섬, 마피아섬을 포함한 해안 섬도 포함한다.
- 아프리카의 뿔: 식물 5,000종(2,750종 고유종), 조류 704종(25종), 파충류 284종(93종), 민물고기 100종(10종), 양서류 30종(6종), 포유류 189종(18종).[51]

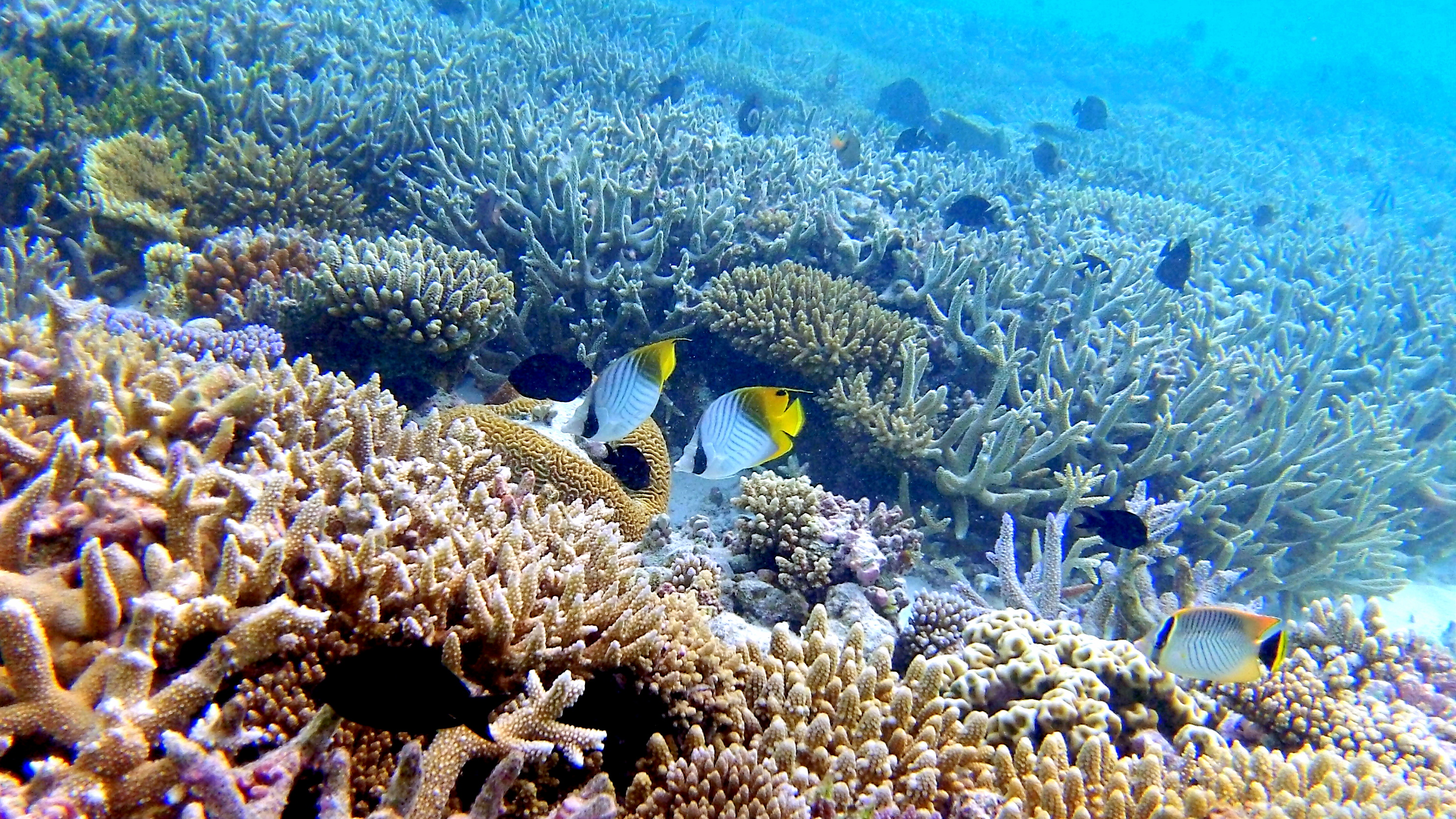
몰디브의 산호초

전적으로 건조한 두 핫스팟 중 하나인 이 지역은 에티오피아고원, 동아프리카 지구대, 소코트라섬과 함께 홍해의 작은 섬과 아라비아반도 남부 지역을 포함한다. 고유 및 멸종 위기 포유류에는 클라크가젤 (Ammodorcas clarkei)과 스피키가젤 (Gazella spekei); 소말리아야생당나귀 (Equus africanus somaliensis)와 망토개코원숭이 (Papio hamadryas)가 포함된다. 또한 많은 파충류도 서식한다.
1,500,000 km2 (580,000 mi2) 핫스팟의 중심인 소말리아에서는 아카시아속-컴미포라속 낙엽성 관목림이 지배적이지만, 예헤브 너트 (Cordeauxia edulus)와 최근에 발견된 소말리아 시클라멘속 (Cyclamen somalense)과 같이 지중해 외부에 있는 유일한 시클라멘 종도 포함한다. 와르상글리 지느러미새 (Carduelis johannis)는 북소말리아에서만 발견되는 고유종이다. 불안정한 정치 상황과 잘못된 관리로 인해 남획이 발생하여 원래 서식지의 약 5%만이 남아 있는 가장 황폐화된 핫스팟 중 하나가 되었다.
- 서고츠산맥–스리랑카: 식물 5,916종(3,049종 고유종), 조류 457종(35종), 파충류 265종(176종), 민물고기 191종(139종), 양서류 204종(156종), 포유류 143종(27종).[51]

인도 서해안과 스리랑카를 포함하며, 약 10,000년 전까지 스리랑카는 인도 아대륙과 육교로 연결되어 있었기 때문에 이 지역은 공통된 종 공동체를 공유한다.
- 인도차이나반도: 식물 13,500종(7,000종 고유종), 조류 1,277종(73종), 파충류 518종(204종), 민물고기 1,262종(553종), 양서류 328종(193종), 포유류 401종(100종).[51]파일:О. Альдабра - поднятый атолл в архи페лаге Сейшельских островов.jpg세이셸 알다브라섬의 알다브라코끼리거북

세이셸 알다브라섬의 알다브라코끼리거북

인도-버마 지역은 일련의 산맥, 아시아 5대 강 시스템 중 5개, 그리고 다양한 서식지를 포함한다. 이 지역은 길고 복잡한 지질학적 역사를 가지고 있으며, 장기간의 해수면 상승과 빙하 작용으로 생태계가 고립되어 높은 수준의 고유종과 종분화가 촉진되었다. 이 지역에는 안남산맥과 중국-베트남 국경의 북부 고지대라는 두 곳의 고유한 생물 서식지가 있다.
인도, 말레이시아, 시노-히말라야, 인도차이나 지역 등 여러 식물구계가 인도-버마에서 독특하게 만나며, 이 핫스팟에는 약 15,000~25,000종의 관다발 식물이 서식하며 그 중 상당수가 고유종이다.
- 순다랜드: 식물 25,000종(15,000종 고유종), 조류 771종(146종), 파충류 449종(244종), 민물고기 950종(350종), 양서류 258종(210종), 포유류 397종(219종).[51]

순다랜드는 보르네오와 수마트라가 가장 큰 17,000개의 섬을 포함한다. 멸종 위기 포유류에는 보르네오오랑우탄과 수마트라오랑우탄, 코주부원숭이, 그리고 자바코뿔소와 수마트라코뿔소가 포함된다.
- 왈레이시아: 식물 10,000종(1,500종 고유종), 조류 650종(265종), 파충류 222종(99종), 민물고기 250종(50종), 양서류 49종(33종), 포유류 244종(144종).[51]
- 남서오스트레일리아: 식물 5,571종(2,948종 고유종), 조류 285종(10종), 파충류 177종(27종), 민물고기 20종(10종), 양서류 32종(22종), 포유류 55종(13종).[51]

샤크만에서 이스라엘라이트만까지 뻗어 있으며 건조한 눌라보르 평원으로 고립된 호주의 남서부 지역은 안정적인 기후를 가진 식물지리학적 지역으로, 세계에서 가장 큰 식물 생물다양성 중 하나와 80%의 고유종이 진화해 왔다. 6월부터 9월까지는 색상의 향연이 펼쳐지며, 9월 퍼스에서 열리는 야생화 축제에는 50만 명 이상의 방문객이 찾아온다.

## 지질
주요 대양 중 가장 젊은 대양으로서, 인도양에는 전 세계 해령 체계의 일부인 활성 확장 해령이 있다. 인도양에서는 이 확장 해령이 로드리게스 삼중점에서 인도양중앙해령과 만나며, 여기에는 칼스버그 해령이 아프리카판을 인도판에서 분리하고, 남서인도양 해령이 아프리카판을 남극판에서 분리하며, 남동인도양 해령이 오스트레일리아판을 남극판에서 분리한다. 인도양중앙해령은 오언 파쇄대에게 가로막혀 있다. 그러나 1990년대 후반부터 이 전통적인 인도-오스트레일리아판의 정의가 정확하지 않다는 것이 명확해졌다. 이는 확산 경계대로 분리된 세 개의 판인 인도판, 카프리콘판, 오스트레일리아판으로 구성된다.
2천만 년 전부터 아프리카판은 동아프리카 지구대 체계의 작용으로 누비아판과 소말리아판으로 나뉘고 있다.
인도양에는 두 개의 해구만 있다. 자와섬과 순다 해구 사이에 있는 길이 6,000 km (3,700 mi)의 자바 해구와 이란과 파키스탄 남쪽에 있는 길이 900 km (560 mi)의 마크란 해구이다.
열점으로 생성된 일련의 해령과 해산열이 인도양을 가로지른다. 레위니옹 열점 (7천만 ~ 4천만 년 전 활동)은 레위니옹과 마스카렌 해령을 차고스-락카디브 해령과 북서 인도에 있는 데칸 트랩에 연결한다. 케르겔렌 열점 (1억 ~ 3천5백만 년 전)은 케르겔렌 제도와 케르겔렌 해대를 나인티이스트 해령과 북동 인도에 있는 라지마할 트랩에 연결한다. 마리온 열점 (1억 ~ 7천만 년 전)은 프린스에드워드 제도를 이그지비션 해령에 연결할 수 있다. 이러한 열점 흔적은 위에 언급된 여전히 활발한 확장 해령에 의해 끊겼다.
인도양에는 대서양과 태평양보다 해산이 적다. 이들은 일반적으로 3,000 m (9,800 ft)보다 깊고 남위 55도 북쪽, 동경 80도 서쪽에 위치한다. 대부분은 확장 해령에서 기원했지만, 일부는 이제 이 해령에서 멀리 떨어진 분지에 위치한다. 인도양의 해령은 때때로 매우 긴 해산열을 형성하는데, 여기에는 칼스버그 해령, 마다가스카르 해령, 인도양중앙해령, 남서인도양 해령, 차고스-락카디브 해령, 이그지비션 해령, 나인티이스트 해령, 남동 인도양 해령, 브로큰 해령, 동인디아맨 해령이 포함된다. 아굴라스 해대와 마스카렌 고원은 두 개의 주요 얕은 지역이다.
인도양의 개방은 대략 1억 5천6백만 년 전 아프리카가 동곤드와나에서 분리되면서 시작되었다. 인도 아대륙은 1억 3천5백만~1억 2천5백만 년 전 오스트레일리아-남극에서 분리되기 시작했고, 인도 북쪽의 테티스해가 1억 1천8백만~8천4백만 년 전 닫히기 시작하면서 인도양이 그 뒤에 열렸다.

## 역사
인도양은 지중해와 함께 고대부터 사람을 이어왔지만, 대서양과 태평양은 장벽이나 미지의 바다의 역할을 해왔다. 그러나 인도양의 기록된 역사는 유럽중심적이었으며, 주로 유럽 식민지 시대의 문서 자료에 의존했다. 이 역사는 종종 고대 시대에 이어 이슬람 시대로 나뉘며, 그 이후의 식민지 시대는 포르투갈, 네덜란드, 영국 시대로 세분화되는 경우가 많다. 밀로 키어니는 전후 시대를 냉전 기간 동안 석유를 둘러싼 경쟁의 시기와 그 이후의 미국 지배 시대로 나눌 수도 있다고 주장한다.
"대서양 세계"와 유사한 "인도양 세계"(IOW) 개념이 존재하지만, 훨씬 최근에 등장했으며 아직 잘 정립되지 않았다. 그럼에도 불구하고 IOW는 때때로 "최초의 세계 경제"라고 불리며, 아시아, 중국, 인도, 메소포타미아를 연결하는 계절풍에 기반을 두었다. 이는 지중해와 대서양의 유럽 세계 무역과는 독립적으로 발전했으며, 19세기 유럽 식민 지배 시대까지 대체로 독립성을 유지했다.
인도양의 다양한 역사는 문화, 민족, 천연자원, 해상 무역로의 독특한 조합이다. 1960년대와 1970년대에 중요성이 커졌으며, 냉전 이후 정치적 불안정기를 겪었고, 최근에는 인도와 중국이 지역 강국으로 부상했다.

### 최초의 정착지

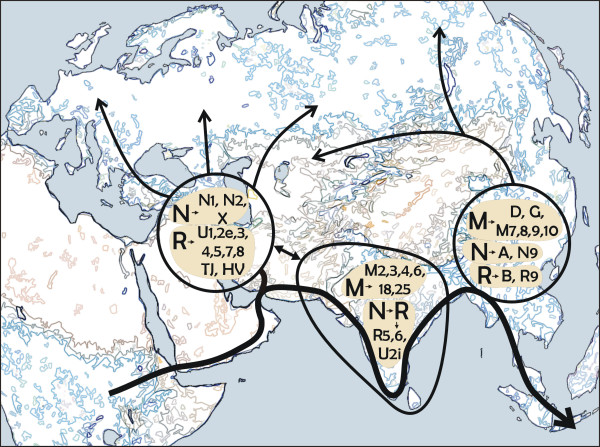
해안선 가설에 따르면, 현대 인류는 아프리카에서 인도양 북쪽 가장자리를 따라 퍼져나갔다.

호모 에렉투스와 유럽의 하이델베르크인과 유사한 기타 구석기시대 비-호모 사피엔스 호미니드 화석이 인도에서 발견되었다. 토바 대재앙 이론에 따르면, 약 74,000년 전 수마트라섬 토바호에서 발생한 초화산 폭발은 인도를 화산재로 덮어버리고 인도와 동남아시아에 있던 하나 이상의 고대 인류 혈통을 전멸시켰다.
현생 인류의 아프리카 기원 이론은 호모 사피엔스가 아프리카에서 유라시아 본토로 퍼져나갔다고 주장한다. 최근의 남부 확산 또는 해안 가설은 대신 현대 인류가 아라비아반도와 남아시아의 해안을 따라 퍼져나갔다고 주장한다. 이 가설은 미토콘드리아 DNA 연구에서 지지되는데, 이는 플라이스토세 후기 (11,000년 전) 동안 급속한 인류 확산 사건을 밝혀낸다. 그러나 이 해안 확산은 75,000년 전 동아프리카에서 시작되었으며, 인도양 북부 경계의 어귀에서 어귀로 연간 0.7–4.0 km (0.43–2.49 mi)의 속도로 간헐적으로 발생했다. 이는 결국 현대 인류가 순다랜드에서 왈레이시아를 거쳐 사훌 (동남아시아에서 오스트레일리아)로 이주하는 결과를 낳았다. 그 이후로 인류의 이주는 사람들을 재정착시켰고, 분명히 인도양 연안은 첫 문명이 출현하기 오래 전부터 거주되어 왔다. 5000~6000년 전 인도양 주변에 동아프리카, 중동, 인도 아대륙, 동남아시아, 말레이 세계, 오스트레일리아 6개의 독특한 문화 중심지가 발전했으며 각각 이웃과 연결되어 있었다.
식량 세계화는 약 4,000년 전 인도양 연안에서 시작되었다. 5가지 아프리카 작물인 수수, 진주조, 손가락조, 동부콩, 편두가 후기 하라파 시대 (기원전 2000–1700년) 동안 어떻게든 인도의 구자라트주로 건너갔다. 구자라트 상인들은 상아, 거북 껍질, 노예와 같은 아프리카 상품을 거래하면서 인도양의 첫 탐험가로 발전했다. 기장은 중앙아시아에서 아프리카로, 닭과 인도혹소와 함께 유입되었지만 정확한 시기는 논쟁의 여지가 있다. 기원전 2000년경 아시아 원산지인 후추와 참깨가 이집트에 나타나지만, 소량이었다. 같은 시기에 시궁쥐와 생쥐가 아시아에서 이집트로 이주한다. 바나나는 약 3,000년 전 아프리카에 도달했다.

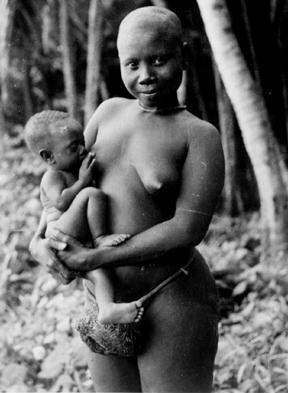
안다만 네그리토족은 수만 년 전 본토에서 이주해온 안다만 제도의 첫 주민으로 여겨진다.

적어도 11개의 선사 시대 지진해일이 7,400년에서 2,900년 전 인도네시아의 인도양 해안을 강타했다. 아체 지역 동굴의 사층을 분석한 결과, 과학자들은 이러한 지진해일 간격이 한 세기 동안의 소규모 지진해일 주기에서 순다 해구의 거대 충상단층을 앞선 2,000년 이상의 휴면기까지 다양했음을 결론지었다. 미래의 지진해일 위험은 높지만, 2004년과 같은 대규모 거대 충상단층은 긴 휴면기 뒤에 나타날 가능성이 높다.
일련의 과학자는 인도양에서 두 차례의 대규모 운석 충돌 사건이 발생했다고 주장한다. 대표적 후보가 기원전 2800년 인도양 남부의 버클 분화구와 서기 536년 오스트레일리아 북부 카펀테리아만의 칸마레 및 타반 분화구이다. 연구팀은 이러한 충돌의 증거로 남부 마다가스카르와 오스트레일리아만에서 발견된 미세 분출물과 쉐브론 사구를 제시한다. 지질학적 증거에 따르면 운석 충돌으로 인한 쓰나미는 해발 205 m, 내륙 45 km 안쪽까지 도달했다. 이 충돌 사건은 인류 정착지에 혼란을 가져왔고, 심지어 주요 기후 변화에도 기여했을 수 있다.

### 고대
인도양의 역사는 해상 무역으로 특징지어지며, 문화적·상업적 교류는 아마도 최소 7천 년 전으로 거슬러 올라간다. 인류 문화는 인도양 연안에서 일찍이 확산되었고, 항상 지중해와 페르시아만 문화와 연결되어 있었다. 그러나 기원전 2000년경 이전에는 그 연안의 문화가 서로 느슨하게 연결되어 있었을 뿐이었다. 예를 들어, 청동은 기원전 3000년경 메소포타미아에서 개발되었지만, 기원전 1800년 이전에는 이집트에서 흔하지 않았다.
이 시기 독립적이고 단거리 해상 통신이 연안을 따라 모든 것을 포괄하는 네트워크로 발전했다. 이 네트워크의 시작은 중앙 집중화되거나 발전된 문명의 성취가 아니라 페르시아만, 홍해, 아라비아해에서의 지역적 교환에 의한 것이었다. 우바이드 시대 (기원전 2500–500년) 도자기 파편이 현재 바레인에 있는 서부 걸프만 딜문에서 발견되었다. 이는 무역 중심지와 메소포타미아 간의 교환 흔적이다. 수메르인은 구리, 돌, 목재, 주석, 대추야자, 양파, 진주와 교환하여 곡물, 도자기, 블랙탑(갈대 배에 사용됨)을 거래했다. 해안을 따라 항해하는 선박은 인도 아대륙(파키스탄과 인도 북서부의 현재 지역)의 인더스 문명(기원전 2600–1900년)과 페르시아만 및 이집트 간에 물품을 운송했다.

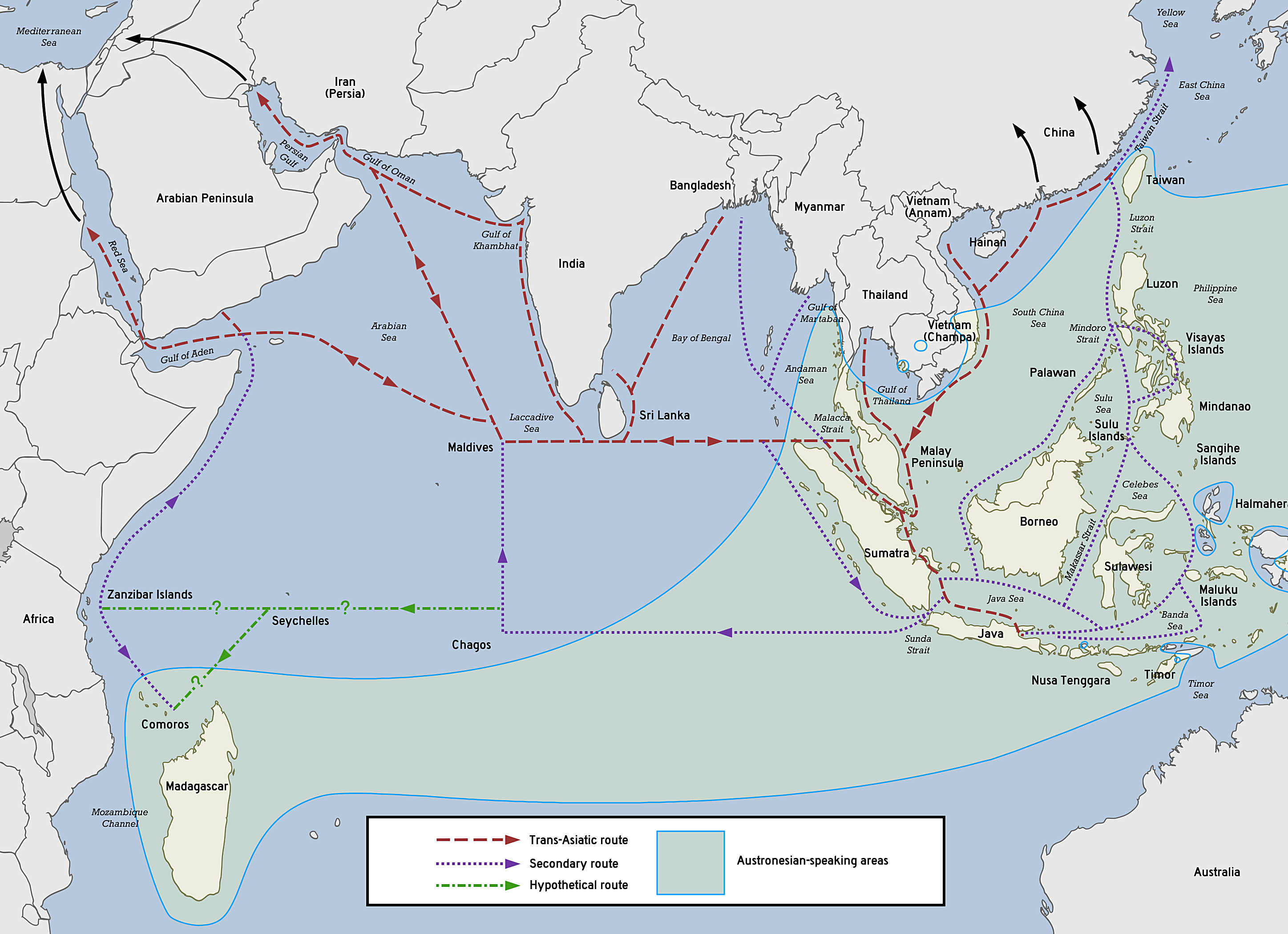
오스트로네시아 해양 무역 네트워크는 인도양 최초의 무역로였다.

고대 주요 무역로 중 하나였던 홍해는 기원전 마지막 두 천년 동안 이집트인과 페니키아인이 탐험했다. 기원전 6세기 그리스 탐험가 카리안다의 스킬락스는 페르시아 왕 다리우스 1세를 위해 인도로 항해했으며, 현재는 소실된 그의 기록을 통해 그리스 지리학자의 지도에 인도양이 표기되기 시작했다. 그리스인은 알렉산드로스 대왕의 정복 이후 인도양을 탐험하기 시작했으며, 알렉산드로스 대왕은 기원전 323년에 아라비아반도 일주를 명령했다. 그 후 두 세기 동안 프톨레마이오스 이집트 탐험가의 보고서는 수세기 후 포르투갈 시대까지 이 지역의 최고의 지도를 만들어냈다. 프톨레마이오스 왕조의 이 지역에 대한 주요 관심은 상업이 아니라 군사적 목적이었으며, 그들은 전투 코끼리 사냥을 위해 아프리카를 탐험했다.
룹알할리 사막은 아라비아반도 남부와 인도양을 아랍 세계로부터 떨어뜨려 놓는다. 이는 홍해와 페르시아만을 동아프리카와 인도에 연결하는 해상 무역의 발전을 촉진했다. 그러나 계절풍 (아랍어로 계절을 의미하는 mawsim에서 유래)은 1세기에 히팔루스(Hippalus)에 의해 "발견"되기 훨씬 전부터 선원이 사용했다. 수메르 도시에서 인도 목재가 발견되었고, 이 지역에서 아카드 해안 무역의 증거가 있으며, 인도와 홍해 간의 접촉은 기원전 2300년으로 거슬러 올라간다. 중앙 인도양의 군도인 락샤드위프 제도와 몰디브는 아마도 기원전 2세기에 인도 본토에서 인구가 유입되었을 것이다. 이들은 9세기 상인 술레이만 아타지드의 기록에 처음 등장하지만, 이 섬들의 위험한 암초는 섬들이 정착되기 훨씬 전부터 아덴의 선원에게 저주받았을 가능성이 높다.

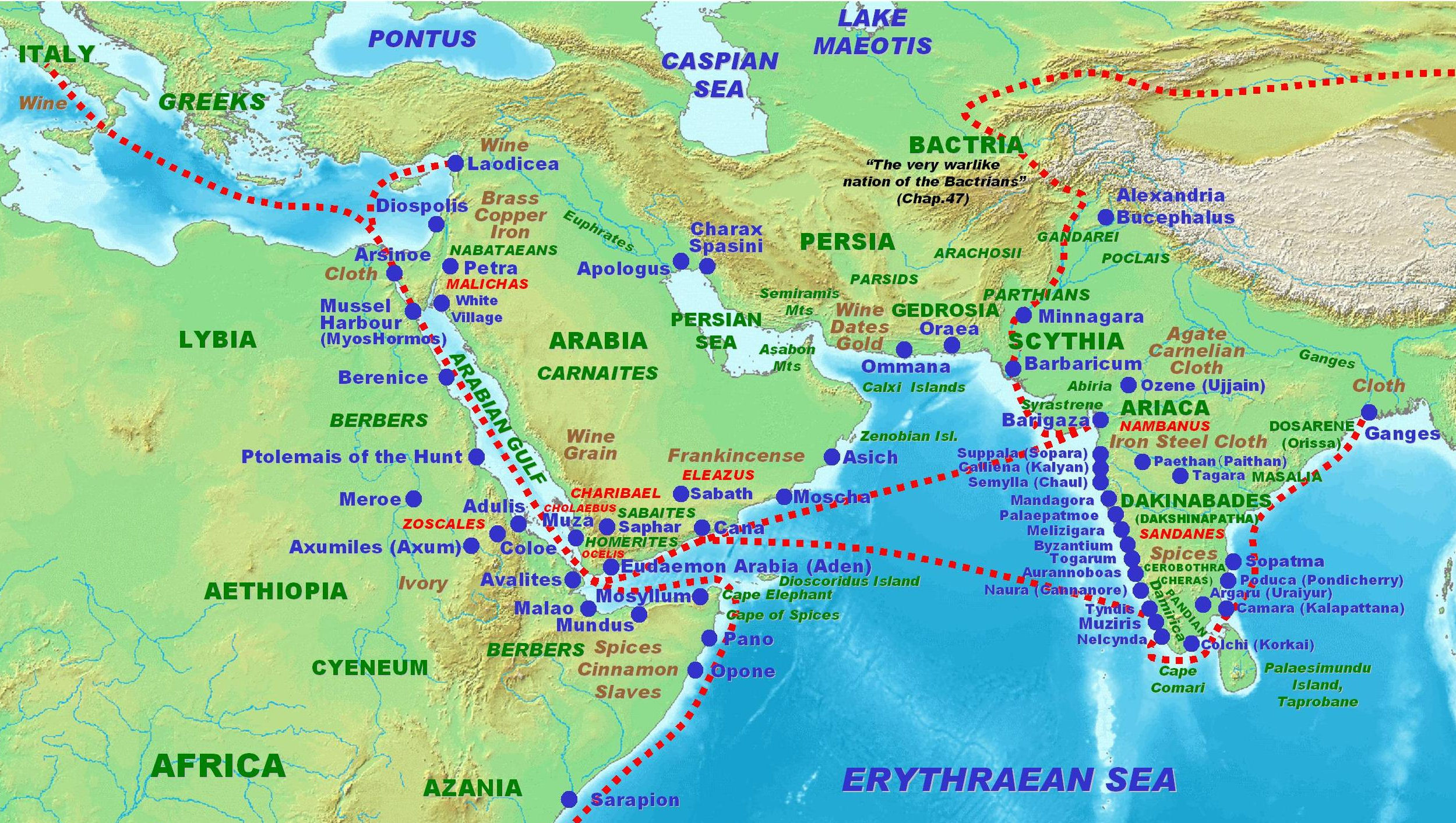
서기 1세기 에리트라해 페리플루스에 따른 그리스-로마 무역로와 고대 인도

1세기 경의 알렉산드리아에서 홍해 너머의 세계, 즉 아프리카와 인도를 안내하는 에리트라해 페리플루스는 이 지역의 무역에 대한 통찰력을 제공할 뿐만 아니라 로마와 그리스 선원이 이미 계절풍에 대한 지식을 얻었음을 보여준다. 같은 시기에 오스트로네시아 선원들의 마다가스카르 정착은 인도양 연안 지역이 이 시기까지는 이미 인구가 많고 정기적으로 횡단되었음을 보여준다. 비록 계절풍은 수세기 동안 인도양에서 상식이었을 것이다.
인도양의 비교적 잔잔한 바다는 대서양이나 태평양보다 일찍 주변 지역과의 무역을 쉽게 하도록 만들었다. 강력한 계절풍 덕분에 배는 계절 초에 쉽게 서쪽으로 항해하고, 몇 달 기다렸다가 동쪽으로 돌아올 수 있었다. 이로 인해 고대 인도네시아인은 기원후 1년경 마다가스카르에 정착하기 위해 인도양을 건널 수 있었다.
기원전 2세기 또는 1세기의 키지코스의 에우독수스는 인도양을 횡단한 최초의 그리스인이다. 아마도 가상의 선원 히팔루스는 이 시기쯤 아라비아에서 인도로 가는 직항로를 배웠다고 전해진다. 기원후 1세기에서 2세기 동안 로마 이집트와 남인도의 체라 왕조, 촐라 왕조, 판디아 왕조의 타밀인 왕국 사이에 집중적인 무역 관계가 발전했다. 위에서 언급한 인도네시아인처럼 서양 선원은 계절풍을 이용하여 대양을 건넜다. 에리트라해 페리플루스의 미상 저자는 이 항로와 함께 기원후 1년경 아프리카의 뿔과 인도의 해안에 있는 다양한 상업 항구에서 거래되던 상품을 설명한다. 이러한 무역 정착지 중에는 홍해 연안의 모실론과 오포네가 있었다.

### 대항해시대

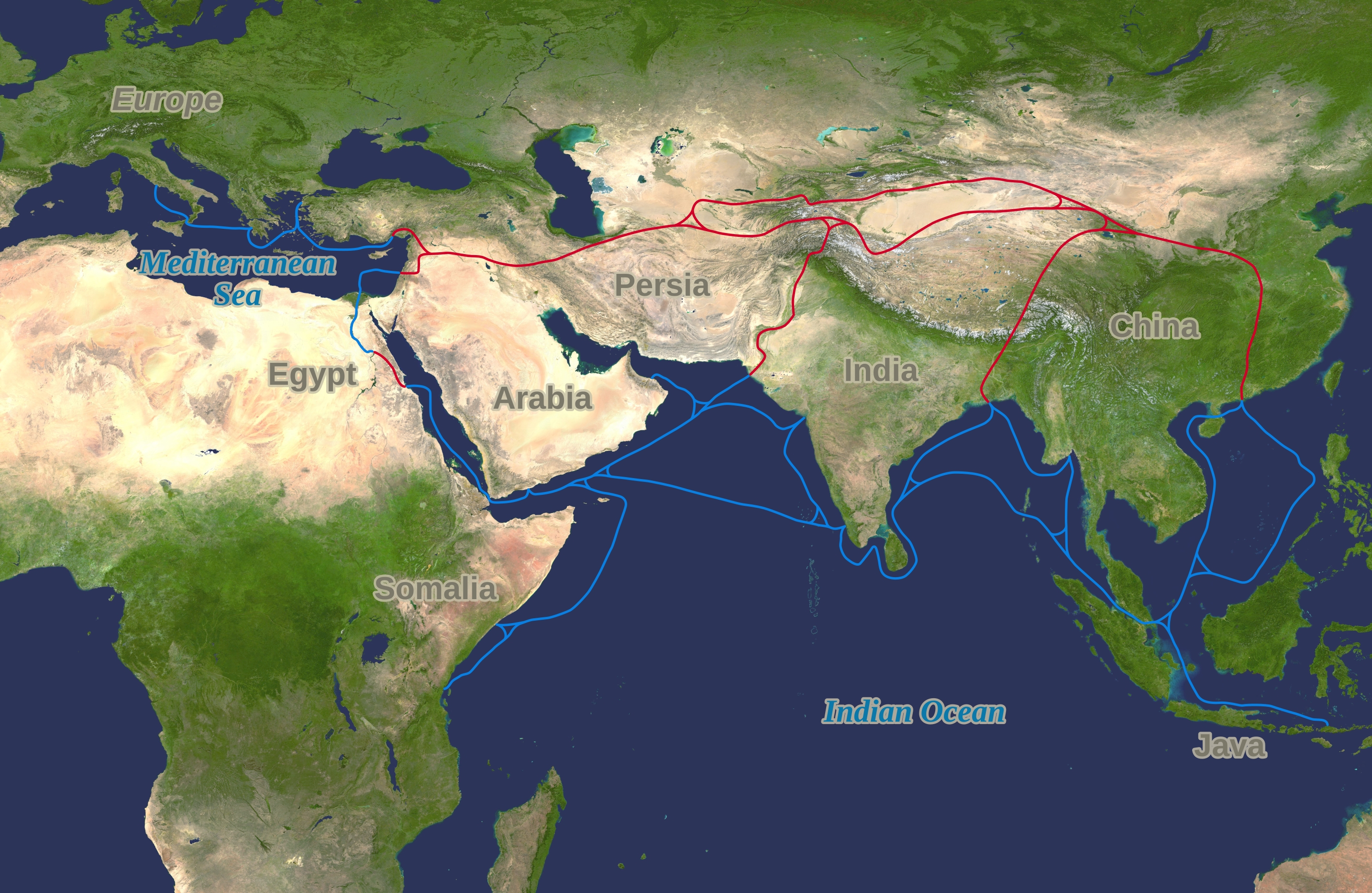
경제적으로 중요한 비단길은 동로마 제국이 함락된 서기 1453년경 오스만 제국 때문에 유럽으로부터 차단되었다. 이는 탐험을 촉진했으며, 아프리카를 우회하는 새로운 해상 항로가 발견되어 대항해시대가 시작되었다.

폴리네시아인 문명이 대부분의 멀리 떨어진 섬과 환초에 도달하여 사람이 정착된 태평양과 달리, 인도양의 거의 모든 섬, 군도 및 환초는 식민지 시대까지 사람이 살지 않았다. 아시아 해안 국가와 아프리카 일부 지역에는 수많은 고대 문명이 존재했지만, 몰디브는 중앙 인도양 지역에서 고대 문명이 번성했던 유일한 군도이다. 디베히인은 연례 무역 항해에서 인도 몬순 해류에 의존했기 때문에 훨씬 더 가까운 인도 본토보다 스리랑카로 해상 무역선을 보냈다.
아랍 선교사와 상인은 8세기 또는 그 이전부터 인도양 서부 해안을 따라 이슬람을 전파하기 시작했다. 8세기에서 15세기까지 거슬러 올라가는 스와힐리 석조 모스크가 케냐의 샹가에서 발견되었다. 인도양을 가로지르는 무역은 점차적으로 아랍어 문자과 주식으로서 쌀을 동아프리카에 도입했다. 무슬림 상인은 800년에서 1700년 사이에 매년 약 1,000명의 아프리카 노예를 거래했으며, 이 숫자는 18세기에는 약 4,000명으로, 1800년에서 1870년 사이에는 3,700명으로 증가했다. 노예 무역은 약 1600년에 네덜란드인들이 정착하기 전에도 동인도양에서 발생했지만, 이 무역의 규모는 알려져 있지 않다.
1405년부터 1433년까지 정화 제독은 명나라의 대규모 함대를 이끌고 여러 차례 정화의 원정을 통해 인도양을 항해하여 최종적으로 동아프리카 해안 국가에 도달했다고 전해진다.

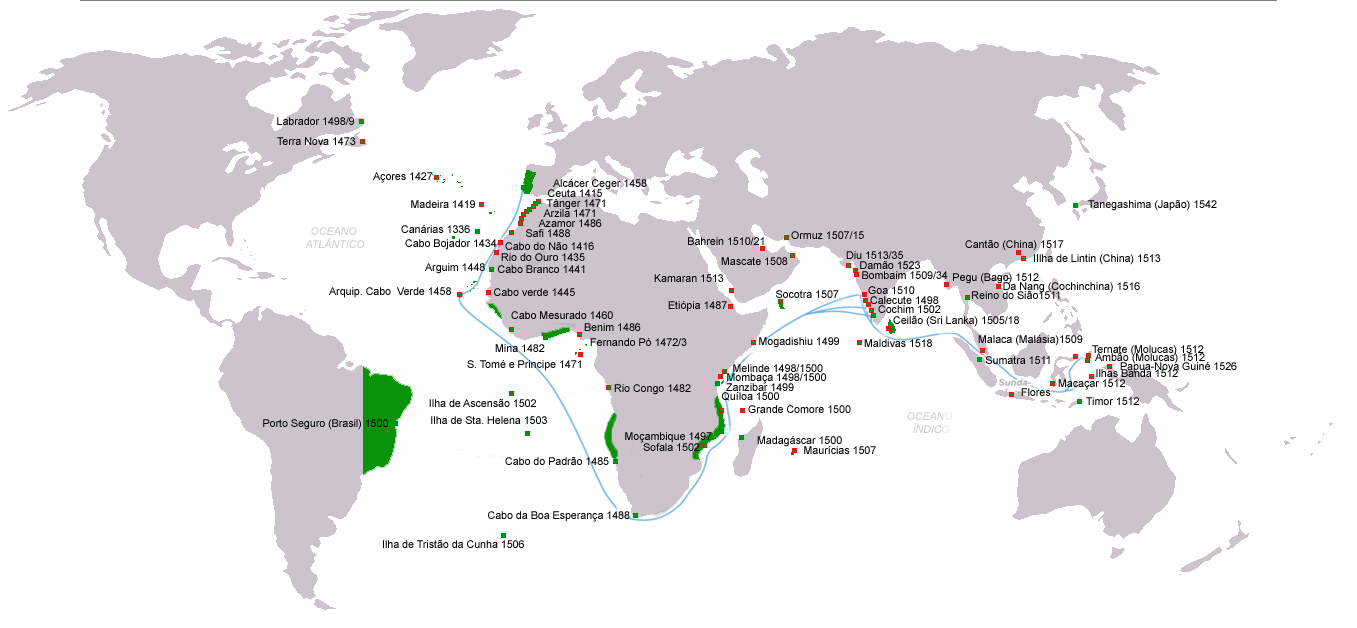
16세기 대부분 동안 포르투갈은 인도양 무역을 지배했다.

포르투갈 항해사 바스쿠 다 가마는 1497년 첫 항해 중에 희망봉을 돌아 인도로 항해한 최초의 유럽인이 되었다. 그가 아프리카 동해안에서 만난 스와힐리인은 여러 도시에서 살았으며 인도와 중국으로 가는 무역로를 개척했다. 그들 중 포르투갈인은 해안 습격과 선박에서 대부분의 항해사를 납치했다. 그러나 일부 항해사는 현지 스와힐리 통치자의 선물로 들여온 사람이었는데 그중에는 케냐 말린디 통치자가 포르투갈인들이 인도에 도달하는 것을 도왔던 구자라트주 출신 선원도 포함된다. 1500년 이후의 탐험에서 포르투갈인은 아프리카 해안의 도시들을 공격하고 식민지화했다. 인도양에서의 유럽 노예 무역은 포르투갈이 16세기 초 포르투갈령 인도를 설립하면서 시작되었다. 그 후 1830년대까지 모잠비크에서 연간 약 200명의 노예가 수출되었으며, 이베리아 연합(1580~1640) 기간 아시아에서 필리핀으로 끌려간 노예도 비슷한 수치로 추정된다.
영국 동인도 회사 (EIC)가 같은 시기에 설립되었고, 1622년에 그 배 중 한 척이 코로만델 해안에서 네덜란드령 동인도로 노예를 실어 날랐다. EIC는 주로 아프리카 노예를 거래했지만, 인도, 인도네시아, 중국 노예 상인들에게서 구매한 일부 아시아 노예도 거래했다. 프랑스는 1721년에 레위니옹과 모리셔스 섬에 식민지를 건설했다. 1735년에는 약 7,200명의 노예가 마스카렌 제도에 거주했으며, 1807년에는 그 수가 133,000명에 달했다. 그러나 영국은 1810년에 이 섬을 점령했고, 영국이 1807년에 노예 무역을 금지했기 때문에 프랑스인 농장주에게 노예를 데려오기 위한 지하 노예 무역 시스템이 발전했다. 총 1670년부터 1848년까지 336,000~388,000명의 노예가 마스카렌 제도로 수출되었다.
전체적으로 유럽 상인은 1500년에서 1850년 사이에 인도양 내에서 567,900~733,200명의 노예를 수출했으며, 같은 기간 거의 같은 수의 노예가 인도양에서 아메리카 대륙으로 수출되었다. 그러나 인도양의 노예 무역은 대서양을 가로지르는 약 12,000,000명의 노예 수출에 비해 매우 제한적이었다. 잔지바르 섬은 19세기 인도양 노예 무역의 중심지였다. 19세기 중반에는 매년 50,000명의 노예가 항구를 통과했다.

### 근현대

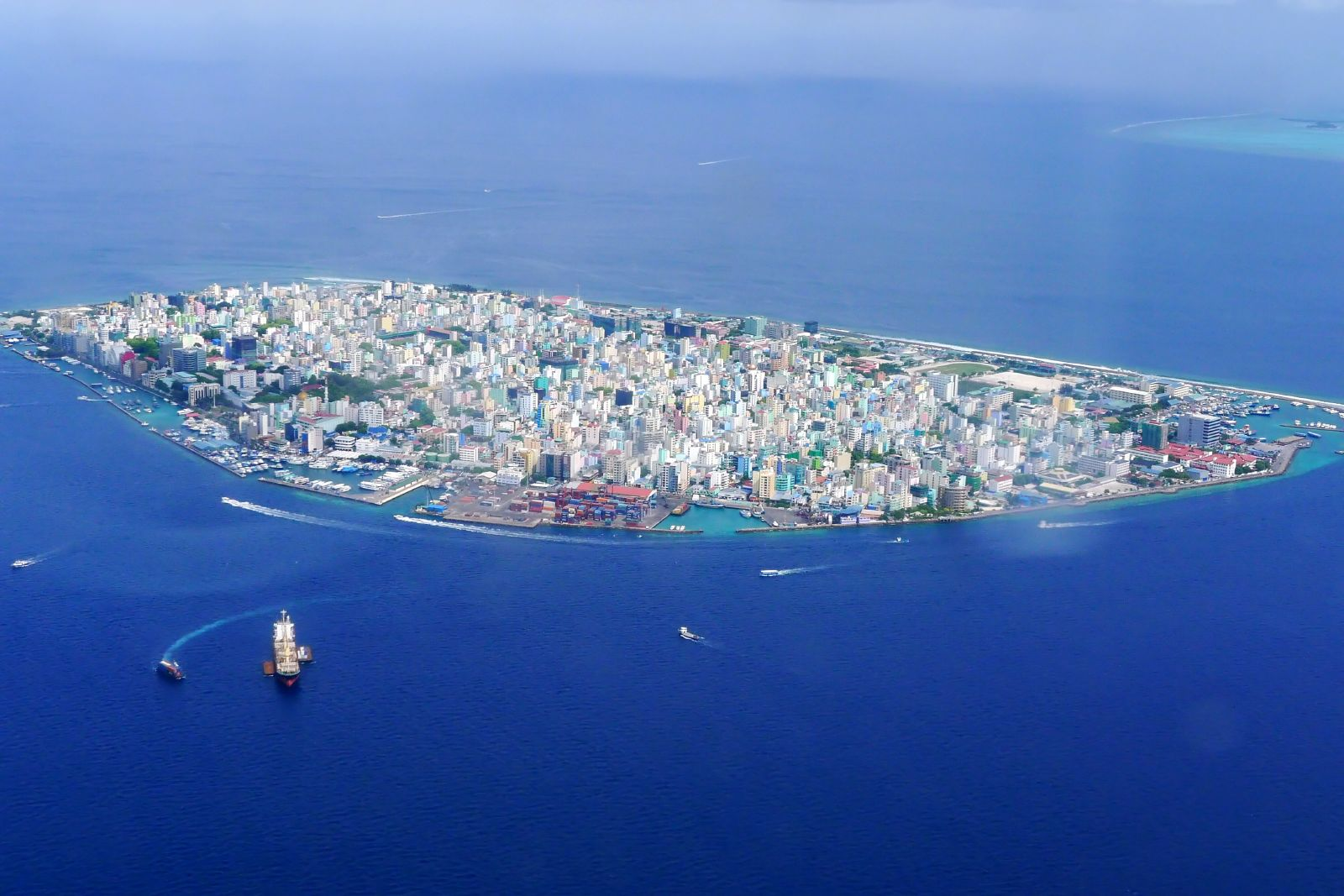
말레의 인구는 1987년 2만 명에서 2020년 22만 명 이상으로 증가했다.

과학적으로 인도양은 1960년대 초 국제 인도양 탐험 이전까지는 제대로 탐사되지 못했다. 그 이전 1872년에서 1876년까지의 챌린저 탐사는 극 전선 남쪽만 탐사했다. 1898년에서 1899년까지의 발디비아 탐험은 인도양에서 심해 샘플을 채취했다. 1930년대에는 존 머레이 탐험대가 주로 얕은 수심의 서식지를 연구했다. 1947년에서 1948년까지의 앨버트로스 탐험 또한 전 세계 탐사 중에 인도양에서 샘플을 채취했고, 덴마크의 갈라테아 탐험은 1950년에서 1952년까지 두 번째 탐사에서 스리랑카에서 남아프리카 공화국까지 심해 동물군을 채취했다. 소련 연구선 비티야즈호 또한 인도양에서 연구를 수행했다.
수에즈 운하는 1869년에 개통되었고, 이때 산업 혁명으로 인해 세계 해운은 극적으로 변화했다. 범선은 중요성이 감소했고, 유럽 무역의 중요성 또한 동아시아와 오스트레일리아와의 무역에 비해 줄어들었다. 운하 건설은 많은 비토착종을 지중해로 유입시켰다. 예를 들어, 노랑줄촉수(Upeneus moluccensis)는 붉은촉수(Mullus barbatus)를 대체했다. 1980년대부터 거대한 해파리강 해파리 (Rhopilema nomadica) 무리가 레반트 해안의 관광과 어업에 영향을 미치고 발전소와 담수화 공장을 막았다. 2014년에 발표된 19세기 운하와 평행하게 훨씬 더 큰 새로운 수에즈 운하를 건설할 계획은 이 지역의 경제를 활성화시킬 가능성이 높지만, 훨씬 더 넓은 지역에 생태학적 피해를 일으킬 수도 있다.

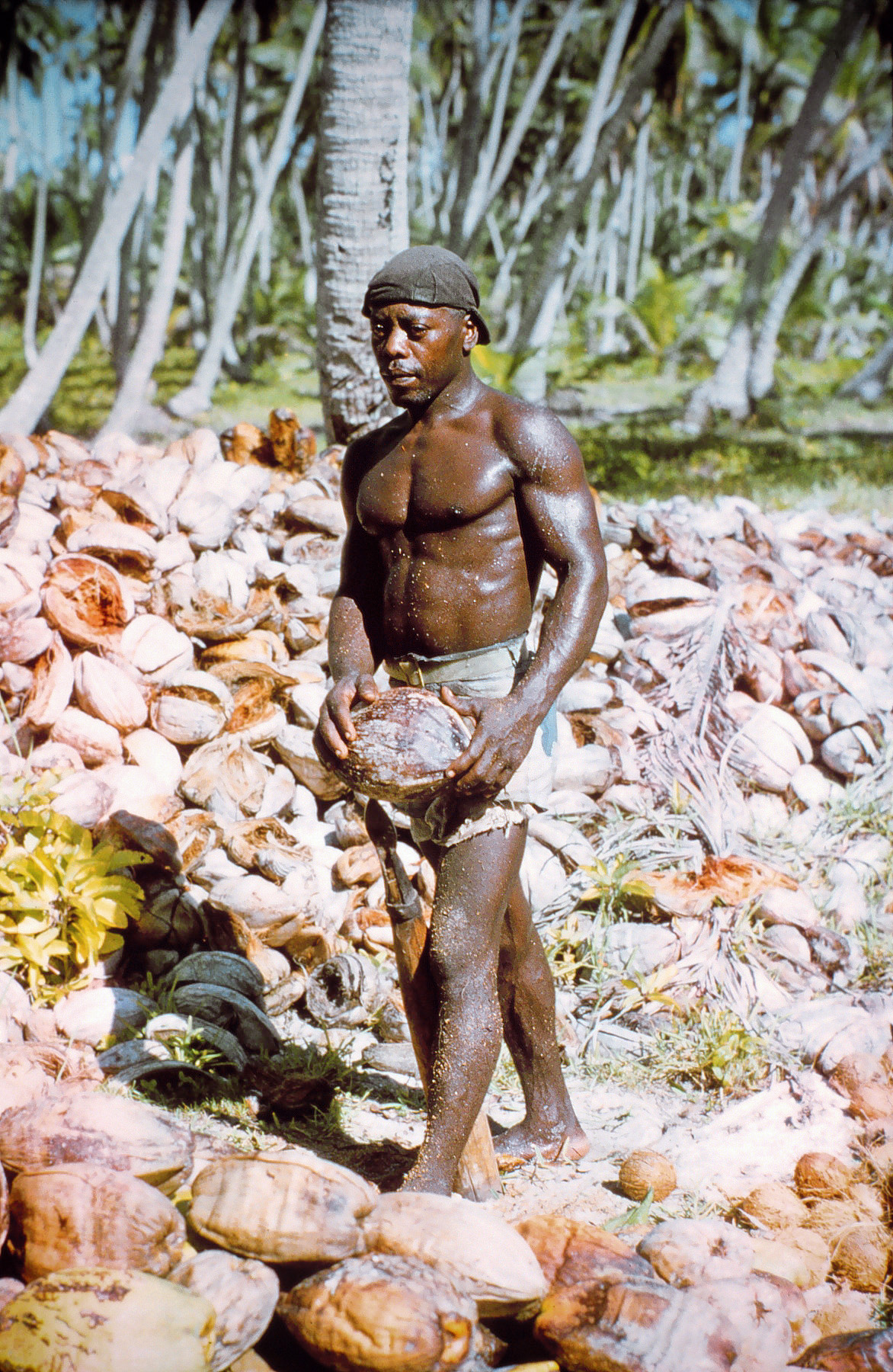
1971년 디에고가르시아섬의 차고스인. 영국이 섬 주민을 추방하기 전의 모습이다. 그는 프랑스어 기반 크리올어를 사용했으며, 그의 조상은 19세기에 노예로 끌려왔을 가능성이 높다.

식민지 시대 내내 모리셔스와 같은 섬들은 네덜란드, 프랑스, 영국에게 중요한 해운 거점이었다. 사람이 살지 않던 모리셔스는 아프리카에서 온 노예들과 인도에서 온 인도인 계약 노동자로 채워졌다. 제2차 세계 대전의 종전은 식민지 시대의 끝을 알렸다. 영국은 1974년에 모리셔스를 떠났고, 인구의 70%가 인도계인 모리셔스는 인도의 가까운 동맹국이 되었다. 1980년대 냉전 기간 남아프리카 공화국 정권은 세이셸, 코모로, 마다가스카르를 포함한 인도양의 여러 섬 국가를 불안정하게 만들려고 시도했다. 인도는 포트루이스에 대한 소련의 접근을 두려워한 미국의 지원을 받아 쿠데타를 막기 위해 모리셔스에 개입했다. 미국은 디에고가르시아섬에 기지를 두고 있었다.
이란루드는 이란과 소련이 카스피해와 페르시아만 사이에 운하를 건설하려던 미완성 계획이었다.
식민지 시대의 증언은 아프리카 노예, 인도인 계약 노동자, 백인 정착민의 이야기이다. 그러나 대서양 세계에서는 자유인과 노예 사이에 명확한 인종적 구분이 있었던 반면, 인도양에서는 이러한 구분이 덜 명확했다. 인도인 노예와 정착민뿐만 아니라 흑인 계약 노동자도 있었다. 또한 안다만의 세룰러 교도소와 같이 죄수, 망명자, 전쟁 포로, 강제 노동자, 상인, 다양한 신앙을 가진 사람이 강제로 함께 수용된 일련의 교도소 수용소가 인도양 전역에 걸쳐 존재했다. 따라서 인도양의 섬에서는 크리올화 현상이 나타났다.
2004년 12월 26일, 인도양 주변 14개국은 2004년 인도양 지진해일로 인한 지진해일의 파도에 휩쓸렸다. 파도는 시속 500 km/h (310 mph)를 초과하는 속도로 대양을 가로질러 전파되었고, 최대 20 m (66 ft) 높이에 달했으며, 약 236,000명의 사망자를 냈다.
2000년대 후반, 이 대양은 해적 활동의 중심지가 되었다. 2013년까지 아프리카의 뿔 지역 해안에서의 공격은 활동적인 민간 보안 및 국제 해군 순찰, 특히 인도 해군의 순찰로 인해 꾸준히 감소했다.
승객 239명을 태운 보잉 777 여객기인 말레이시아 항공 370편은 2014년 3월 8일에 실종되었으며, 웨스턴오스트레일리아주 남서 해안에서 약 2,500 km (1,600 mi) 떨어진 남인도양에 추락한 것으로 추정된다. 광범위한 수색에도 불구하고 항공기 잔해의 행방은 알려지지 않았다.
벵골만의 남안다만섬 근처에 위치한 노스센티널섬의 센티널족은 전문가가 세계에서 가장 고립된 사람들이라고 부른다.
인도양의 차고스 제도의 주권은 영국과 모리셔스 사이에 분쟁 중이다. 2019년 2월, 헤이그의 국제사법재판소는 영국이 차고스 제도를 모리셔스에 양도해야 한다는 권고적 의견을 발표했다.

## 지정학
인도양은 세계 무역, 특히 석유 및 탄화수소에 매우 중요한다. 이 지역의 환경 및 지정학적 문제에는 기후변화의 영향, 마약밀매, 불법 비보고 비규제 어업, 해상 안전 및 안보, 강대국 간의 경쟁 심화가 포함된다.:31–35

### 무역

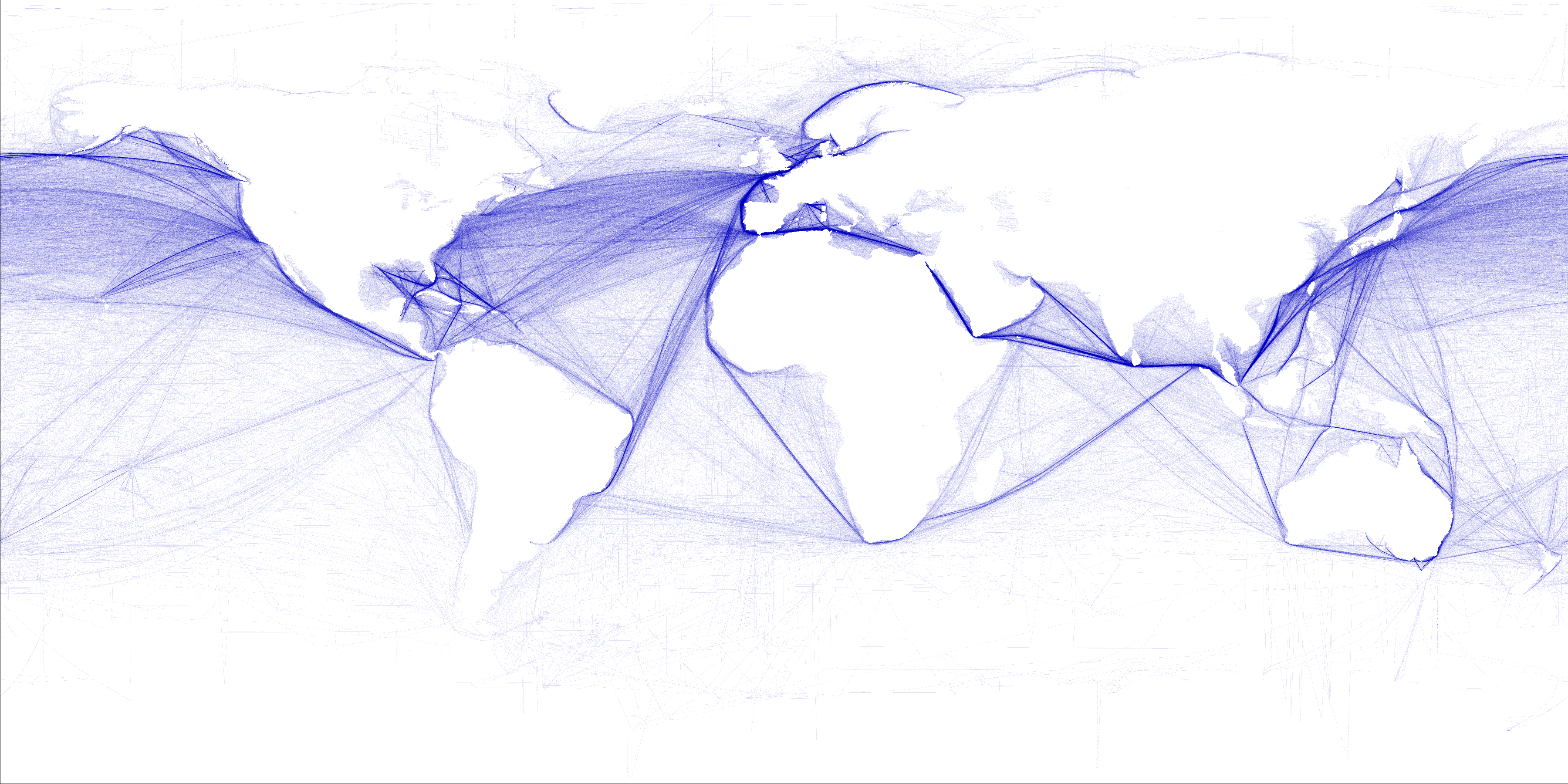
세계 주요 해운 노선에는 북인도양이 포함된다.

인도양의 해상 통로는 세계에서 전략적으로 가장 중요한 곳으로 꼽히며, 전 세계 해상 석유 무역의 80% 이상이 인도양과 중요한 요충지들을 통과하는데 그 중 40%는 호르무즈 해협을, 35%는 믈라카 해협을, 8%는 바브엘만데브 해협을 통과한다.
인도양은 중동, 아프리카, 동아시아를 유럽 및 아메리카와 연결하는 주요 해상 통로 역할을 한다. 특히 페르시아만과 인도네시아의 유전에서 생산되는 석유 및 석유 제품의 통행량이 매우 많다. 사우디아라비아, 이란, 인도, 서오스트레일리아의 해양 지역에서는 대규모 탄화수소 매장지가 개발되고 있다. 전 세계 해양 석유 생산량의 약 40%가 인도양에서 나온다. 중광물이 풍부한 해변 모래와 해양 충적 퇴적물은 특히 인도, 파키스탄, 남아프리카 공화국, 인도네시아, 스리랑카, 태국과 같은 연안 국가의 사업으로 활발하게 개발되고 있다.

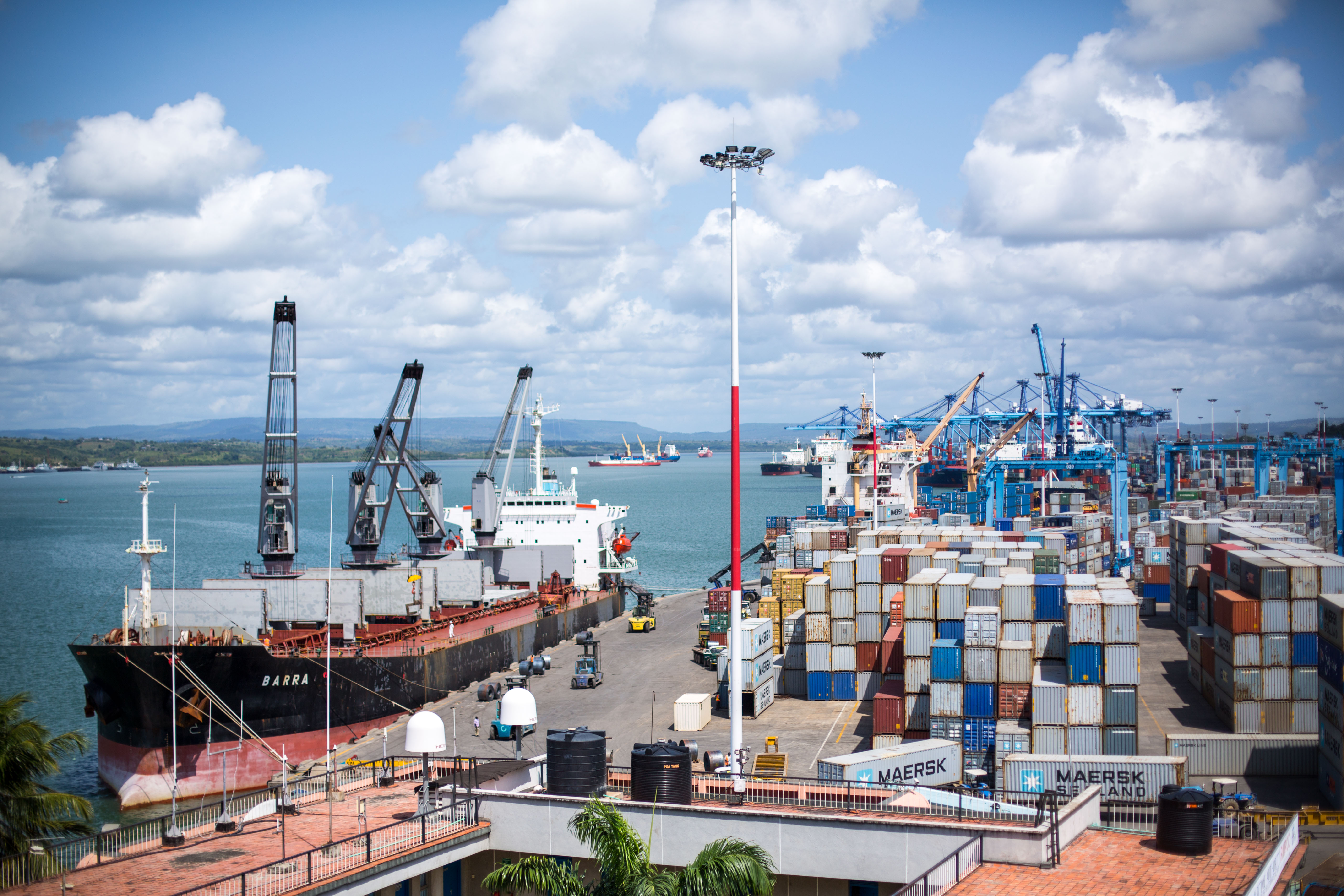
케냐 인도양 연안의 몸바사 항구

특히 비단길의 해상 부분은 인도양을 통과하며, 이 경로를 통해 전 세계 컨테이너 무역의 상당 부분이 이루어진다. 비단길은 중국 해안과 그 대형 컨테이너 항구에서 남쪽으로 하노이를 거쳐 자카르타, 싱가포르, 쿠알라룸푸르로 이어지며 믈라카 해협을 통과한다. 스리랑카의 콜롬보를 거쳐 인도 남단 맞은편의 몰디브 수도인 말레를 지나 동아프리카의 몸바사로, 거기서 다시 지부티를 거쳐 홍해와 수에즈 운하를 통해 지중해로 이어진다. 지중해에서는 하이파, 이스탄불, 아테네를 거쳐 북이탈리아의 요충지인 트리에스테에 도달하며, 이곳은 국제 자유항으로서 중앙유럽과 동유럽으로 연결되는 철도망을 갖추고 있다.
비단길은 한편으로는 유럽 통합, 냉전 종식, 자유 세계 무역을 통해, 다른 한편으로는 중국의 주도로 다시 국제적으로 중요해졌다. 중국 기업들은 과다르, 함반토타, 콜롬보, 소나디아섬을 포함한 여러 인도양 항구에 투자했다. 이는 이러한 투자의 전략적 함의에 대한 논쟁을 촉발했다. 또한 피레아스와 트리에스테와 같은 동아프리카 및 유럽 항구에도 중국의 투자가 이루어지고 있으며, 이는 무역 강화를 위한 관련 노력과 연관되어 있다.

## 같이 보기
- 관련 수역:
  - 인도-대서양
  - 인도-지중해
  - 인도-태평양
- 인도양 위원회
- 인도양 지구중력 저지대
- 제2차 세계 대전 중 인도양 전구
- 인도양 문학
- 인도양 해군 심포지엄
- 인도양 연구단
- 인도양 참치 위원회
- 인도양의 섬 목록
- 인도양의 주권 국가 및 속령 목록
- 인도양 연안 지역 협회
- 해상 실크로드
- 남극의 영유권 주장 목록

## 참고 문헌
- Allen, Richard B. (May 2017). 《Ending the history of silence: reconstructing European Slave trading in the Indian Ocean》. 《Tempo》 23. 294–313쪽. doi:10.1590/tem-1980-542x2017v230206.
- Alpers, E.A. (2013). 《The Indian Ocean in World History》. Oxford University Press. ISBN 978-0-19-533787-7.
- Arnsdorf, Isaac (2013년 7월 22일). “West Africa Pirates Seen Threatening Oil and Shipping”. Bloomberg News. 2013년 7월 23일에 확인함.
- Beaujard, Philippe (December 2005). 《The Indian Ocean in Eurasian and African World-Systems before the Sixteenth Century》. 《Journal of World History》 16. 411–465쪽. doi:10.1353/jwh.2006.0014. S2CID 145387071.
- Bird, P. (2003). 《An updated digital model of plate boundaries》. 《Geochemistry, Geophysics, Geosystems》 4. 1027쪽. Bibcode:2003GGG.....4.1027B. doi:10.1029/2001GC000252. S2CID 9127133.
- Boivin, Nicole; Crowther, Alison; Prendergast, Mary; Fuller, Dorian Q. (December 2014). 《Indian Ocean Food Globalisation and Africa》. 《African Archaeological Review》 31. 547–581쪽. doi:10.1007/s10437-014-9173-4. S2CID 59384628.
- Bossuyt, Franky; Meegaskumbura, Madhava; Beenaerts, Natalie; Gower, David J.; Pethiyagoda, Rohan; Roelants, Kim; Mannaert, An; Wilkinson, Mark; Bahir, Mohomed M.; Manamendra-Arachchi, Kelum; Ng, Peter K. L.; Schneider, Christopher J.; Oommen, Oommen V.; Milinkovitch, Michel C. (2004년 10월 15일). 《Local Endemism Within the Western Ghats-Sri Lanka Biodiversity Hotspot》. 《Science》 306. 479–481쪽. Bibcode:2004Sci...306..479B. doi:10.1126/science.1100167. PMID 15486298. S2CID 41762434.
- Bouchard, C.; Crumplin, W. (2010). 《Neglected no longer: the Indian Ocean at the forefront of world geopolitics and global geostrategy》. 《Journal of the Indian Ocean Region》 6. 26–51쪽. doi:10.1080/19480881.2010.489668. S2CID 154426445.
- Brewster, David (2014a). 《Beyond the 'String of Pearls': is there really a Sino-Indian security dilemma in the Indian Ocean?》. 《Journal of the Indian Ocean Region》 10. 133–149쪽. doi:10.1080/19480881.2014.922350. hdl:1885/13060. S2CID 153404767.
- Brewster, D. (2014b). 《India's Ocean: The story of India's bid for regional leadership》. London: Routledge. doi:10.4324/9781315815244. ISBN 978-1-315-81524-4.
- Bulbeck, D. (2007). 《Where river meets sea: a parsimonious model for Homo sapiens colonization of the Indian Ocean rim and Sahul》. 《Current Anthropology》 48. 315–321쪽. doi:10.1086/512988. S2CID 84420169.
- Burstein, Stanley M. (1996). 《Ivory and Ptolemaic Exploration of the Red Sea. The Missing Factor》. 《Topoi》 6. 799–807쪽. doi:10.3406/topoi.1996.1696.
- Cabrero, Ferran (2004). “Cultures del món: El desafiament de la diversitat” (PDF) (카탈루냐어). UNESCO. 32–38 (Els maldivians: Mariners llegedaris)쪽. 2016년 12월 26일에 원본 문서 (PDF)에서 보존된 문서. 2015년 7월 25일에 확인함.
- Campbell, G. (2017). 《Africa, the Indian Ocean World, and the 'Early Modern': Historiographical Conventions and Problems》. 《The Journal of Indian Ocean World Studies》 1. 24–37쪽. doi:10.26443/jiows.v1i1.25.
- Carton, J. A.; Chepurin, G.; Cao, X. (2000). 《A simple ocean data assimilation analysis of the global upper ocean 1950–95. Part II: Results》. 《Journal of Physical Oceanography》 30. 311–326쪽. Bibcode:2000JPO....30..311C. doi:10.1175/1520-0485(2000)030<0311:ASODAA>2.0.CO;2.
- Casale, G. (2003). 《The Ottoman 'Discovery' of the Indian Ocean in the Sixteenth Century: The Age of Exploration from an Islamic Perspective》. Seascape: Maritime Histories, Littoral Cultures, and Transoceanic Exchanges. Washington D.C.: Library of Congress. 87–104쪽. 2019년 4월 21일에 확인함.
- Ecosystem Profile: Indo-Burma Biodiversity Hotspot, 2011 Update (PDF) (보고서). CEPF. 2012. 2019년 9월 1일에 확인함.
- Chatterjee, S.; Goswami, A.; Scotese, C. R. (2013). 《The longest voyage: tectonic, magmatic, and paleoclimatic evolution of the Indian plate during its northward flight from Gondwana to Asia》. 《Gondwana Research》 23. 238–267쪽. Bibcode:2013GondR..23..238C. doi:10.1016/j.gr.2012.07.001.
- Chen, G.; Quartly, G. D. (2005). 《Annual amphidromes: a common feature in the ocean?》. 《IEEE Geoscience and Remote Sensing Letters》 2. 423–427쪽. Bibcode:2005IGRSL...2..423C. doi:10.1109/LGRS.2005.854205. S2CID 34522950.
- “Oceans: Indian Ocean”. CIA – The World Factbook. 2015. 2015년 7월 25일에 확인함.
- Cupello, C.; Clément, G.; Meunier, F. J.; Herbin, M.; Yabumoto, Y.; Brito, P. M. (2019). 《The long-time adaptation of coelacanths to moderate deep water: reviewing the evidences》 (PDF). 《Bulletin of Kitakyushu Museum of Natural History and Human History Series A (Natural History)》 17. 29–35쪽. 2019년 7월 5일에 확인함.
- Demopoulos, A. W.; Smith, C. R.; Tyler, P. A. (2003). 〈The deep Indian Ocean floor – Ecosystems of the deep oceans〉.   Tyler, P. A. 《Ecosystems of the world》 28. Amsterdam, the Netherlands: Elsevier. 219–237쪽. ISBN 978-0-444-82619-0. 2019년 5월 11일에 확인함.
- Di Minin, E.; Hunter, L. T. B.; Balme, G. A.; Smith, R. J.; Goodman, P. S.; Slotow, R (2013). 《Creating Larger and Better Connected Protected Areas Enhances the Persistence of Big Game Species in the Maputaland-Pondoland-Albany Biodiversity Hotspot》. 《PLOS ONE》 8. e71788쪽. Bibcode:2013PLoSO...871788D. doi:10.1371/journal.pone.0071788. PMC 3743761. PMID 23977144.
- Dreyer, E.L. (2007). 《Zheng He: China and the Oceans in the Early Ming Dynasty, 1405–1433》. New York: Pearson Longman. ISBN 978-0-321-08443-9. OCLC 64592164.
- Dutt, S.; Gupta, A. K.; S. C.; H.; Singh, R. K.; Kathayat, G.; Edwards, R. L. (2015). 《Abrupt changes in Indian summer monsoon strength during 33,800 to 5500 years BP》. 《Geophysical Research Letters》 42. 5526–5532쪽. Bibcode:2015GeoRL..42.5526D. doi:10.1002/2015GL064015.
- Eakins, B.W.; Sharman, G.F. (2010). “Volumes of the World's Oceans from ETOPO1”. Boulder, CO: NOAA National Geophysical Data Center. 2015년 7월 25일에 확인함.
- El-Abbadi, M. (2000). 〈The greatest emporium in the inhabited world〉. 《Coastal management sourcebooks 2》. Paris: UNESCO. 2012년 1월 31일에 원본 문서에서 보존된 문서.
- Ewing, M.; Eittreim, S.; Truchan, M.; Ewing, J. I. (1969). 《Sediment distribution in the Indian Ocean》. 《Deep Sea Research and Oceanographic Abstracts》 16. 231–248쪽. Bibcode:1969DSRA...16..231E. doi:10.1016/0011-7471(69)90016-3.
- Felber Seligman, A. (2006). 《Ambassadors, Explorers and Allies: A Study of the African-European Relationships, 1400-1600》 (학위논문). University of Pennsylvania. 2019년 7월 21일에 확인함.
- Felton, C. S. (2014). 《A study on atmospheric and oceanic processes in the north Indian Ocean》 (학위논문). University of South Carolina. 2019년 7월 23일에 확인함.
- Fitzpatrick, S.; Callaghan, R. (2009). 〈Seafaring simulations and the origin of prehistoric settlers to Madagascar〉 (PDF).   Clark, G.R.; O'Connor, S.; Leach, B.F. 《Islands of Inquiry: Colonisation, Seafaring and the Archaeology of Maritime Landscapes》. ANU E Press. 47–58쪽. ISBN 978-1-921313-90-5. 2015년 7월 25일에 확인함.
- Fletcher, M. E. (1958). 《The Suez Canal and world shipping, 1869–1914》. 《The Journal of Economic History》 18. 556–573쪽. doi:10.1017/S0022050700107740. S2CID 153427820.
- “Tuna fisheries and utilization”. Food and Agriculture Organization of the United Nations. 2016. 2016년 1월 29일에 확인함.
- Forbes, Andrew D.W. (1981). 《Southern Arabia and the Islamicisation of the Central Indian Ocean Archipelagoes.》. 《Archipel》 21. 55–92쪽. doi:10.3406/arch.1981.1638.
- Galil, B. S.; Boero, F.; Campbell, M. L.; Carlton, J. T.; Cook, E.; Fraschetti, S.; Gollasch, S.; Hewitt, C. L.; Jelmert, A.; Macpherson, E.; Marchini, A.; McKenzie, C.; Minchin, D.; Occhipinti-Ambrogi, A.; Ojaveer, H.; Olenin, S.; Piraino, S.; Ruiz, G. M. (2015). 《'Double trouble': the expansion of the Suez Canal and marine bioinvasions in the Mediterranean Sea》. 《Biological Invasions》 17. 973–976쪽. Bibcode:2015BiInv..17..973G. doi:10.1007/s10530-014-0778-y. hdl:10261/113660. S2CID 10633560.
- Gusiakov, Viacheslav; Abbott, Dallas H.; Bryant, Edward A.; Masse, W. Bruce; Breger, Dee (2009). 〈Mega Tsunami of the World Oceans: Chevron Dune Formation, Micro-Ejecta, and Rapid Climate Change as the Evidence of Recent Oceanic Bolide Impacts〉. 《Geophysical Hazards》. 197–227쪽. doi:10.1007/978-90-481-3236-2_13. ISBN 978-90-481-3235-5.
- Han, Weiqing; Meehl, Gerald A.; Rajagopalan, Balaji; Fasullo, John T.; Hu, Aixue; Lin, Jialin; Large, William G.; Wang, Jih-wang; Quan, Xiao-Wei; Trenary, Laurie L.; Wallcraft, Alan; Shinoda, Toshiaki; Yeager, Stephen (August 2010). 《Patterns of Indian Ocean sea-level change in a warming climate》. 《Nature Geoscience》 3. 546–550쪽. Bibcode:2010NatGe...3..546H. doi:10.1038/NGEO901.
- Harris, P.T.; Macmillan-Lawler, M.; Rupp, J.; Baker, E.K. (June 2014). 《Geomorphology of the oceans》. 《Marine Geology》 352. 4–24쪽. Bibcode:2014MGeol.352....4H. doi:10.1016/j.margeo.2014.01.011.
- Hofmeyr, Isabel (December 2012). 《The Complicating Sea: The Indian Ocean as Method》. 《Comparative Studies of South Asia, Africa and the Middle East》 32. 584–590쪽. doi:10.1215/1089201X-1891579. S2CID 145735928.
- Hui, C. H. (2010). 《Huangming zuxun and Zheng He's Voyages to the Western Oceans》. 《Journal of Chinese Studies》 51. 67–85쪽. hdl:10722/138150.
- 《Limits of Oceans and Seas》. 《Nature》 172 (국제 수로 기구). 1953. 484쪽. Bibcode:1953Natur.172R.484.. doi:10.1038/172484b0. S2CID 36029611.
- “The Indian Ocean and its sub-divisions”. International Hydrographic Organization, Special Publication N°23. 2002. 2015년 7월 25일에 원본 문서에서 보존된 문서. 2015년 7월 25일에 확인함.
- Kathiresan, K.; Rajendran, N. (2005). 《Mangrove ecosystems of the Indian Ocean region》 (PDF). 《Indian Journal of Marine Sciences》 34. 104–113쪽. 2019년 5월 25일에 확인함.
- Keesing, J.; Irvine, T. (2005). 《Coastal biodiversity in the Indian Ocean: The known, the unknown》 (PDF). 《Indian Journal of Marine Sciences》 34. 11–26쪽. 2019년 5월 25일에 확인함.
- LaViolette, Adria (April 2008). 《Swahili Cosmopolitanism in Africa and the Indian Ocean World, A.D. 600–1500》. 《Archaeologies》 4. 24–49쪽. doi:10.1007/s11759-008-9064-x. S2CID 128591857.
- MacLeod, Calum; Winter, Michael; Gray, Allison (2014년 3월 8일). “Beijing-bound flight from Malaysia missing”. 《USA Today》. 2018년 12월 31일에 확인함.
- Lelieveld, J.; Crutzen, P. J.; Ramanathan, V.; Andreae, M. O.; Brenninkmeijer, C. A. M.; Campos, T.; Cass, G. R.; Dickerson, R. R.; Fischer, H.; de Gouw, J. A.; Hansel, A.; Jefferson, A.; Kley, D.; de Laat, A. T. J.; Lal, S.; Lawrence, M. G.; Lobert, J. M.; Mayol-Bracero, O. L.; Mitra, A. P.; Novakov, T.; Oltmans, S. J.; Prather, K. A.; Reiner, T.; Rodhe, H.; Scheeren, H. A.; Sikka, D.; Williams, J. (2001년 2월 9일). 《The Indian Ocean Experiment: Widespread Air Pollution from South and Southeast Asia》. 《Science》 291. 1031–1036쪽. Bibcode:2001Sci...291.1031L. doi:10.1126/science.1057103. PMID 11161214. S2CID 2141541.
- Matsumoto, H.; Bohnenstiehl, D. R.; Tournadre, J.; Dziak, R. P.; Haxel, J. H.; Lau, T. K.; Fowler, M.; Salo, S. A. (2014). 《Antarctic icebergs: A significant natural ocean sound source in the Southern Hemisphere》. 《Geochemistry, Geophysics, Geosystems》 15. 3448–3458쪽. Bibcode:2014GGG....15.3448M. doi:10.1002/2014GC005454.
- McPherson, K. (1984). 《Cultural Exchange in the Indian Ocean Region》 (PDF). 《Westerly》 29. 5–16쪽. 2019년 4월 22일에 확인함.
- Mittermeier, R. A.; Turner, W. R.; Larsen, F. W.; Brooks, T. M.; Gascon, C. (2011). 〈Global Biodiversity Conservation: The Critical Role of Hotspots〉. 《Biodiversity Hotspots》. Berlin, Heidelberg: Springer. 3–22쪽. doi:10.1007/978-3-642-20992-5_1. ISBN 978-3-642-20991-8. 2019년 7월 7일에 확인함.
- Müller, R. Dietmar; Royer, Jean-Yves; Lawver, Lawrence A. (1993). 《Revised plate motions relative to the hotspots from combined Atlantic and Indian Ocean hotspot tracks》. 《Geology》 21. 275쪽. Bibcode:1993Geo....21..275D. doi:10.1130/0091-7613(1993)021<0275:rpmrtt>2.3.co;2.
- Parthasarathi, P.; Riello, G. (2014). 《The Indian Ocean in the long eighteenth century》. 《Eighteenth-Century Studies》 48. 1–19쪽. doi:10.1353/ecs.2014.0038. S2CID 19098934.
- Patnaik, R.; Chauhan, P. (2009). 《India at the cross-roads of human evolution》. 《Journal of Biosciences》 34. 729쪽. doi:10.1007/s12038-009-0056-9. PMID 20009268. S2CID 27338615.
- Prange, S. R. (2008). 《Scholars and the sea: a historiography of the Indian Ocean》. 《History Compass》 6. 1382–1393쪽. doi:10.1111/j.1478-0542.2008.00538.x.
- Rijsdijk, Kenneth F.; Hume, Julian P.; Bunnik, Frans; Florens, F.B. Vincent; Baider, Claudia; Shapiro, Beth; van der Plicht, Johannes; Janoo, Anwar; Griffiths, Owen; van den Hoek Ostende, Lars W.; Cremer, Holger; Vernimmen, Tamara; De Louw, Perry G.B.; Bholah, Assenjee; Saumtally, Salem; Porch, Nicolas; Haile, James; Buckley, Mike; Collins, Matthew; Gittenberger, Edmund (January 2009). 《Mid-Holocene vertebrate bone Concentration-Lagerstätte on oceanic island Mauritius provides a window into the ecosystem of the dodo (Raphus cucullatus)》 (PDF). 《Quaternary Science Reviews》 28. 14–24쪽. Bibcode:2009QSRv...28...14R. doi:10.1016/j.quascirev.2008.09.018.
- Rogers, A. (2012). 《Volume 1: Overview of seamount ecosystems and biodiversity》 (PDF). An ecosystem approach to management of seamounts in the Southern Indian Ocean. IUCN. 2019년 5월 11일에 확인함.
- Romero-Frias, Xavier (2016). 《Rules for Maldivian Trading Ships Travelling Abroad (1925) and a Sojourn in Southern Ceylon》. 《Politeja》 40. 69–84쪽. 2017년 6월 22일에 확인함.
- Roxy, M.K. (2016). 《A reduction in marine primary productivity driven by rapid warming over the tropical Indian Ocean》. 《Geophysical Research Letters》 43. 826–833쪽. Bibcode:2016GeoRL..43..826R. doi:10.1002/2015GL066979.
- Roxy, Mathew Koll; Ritika, Kapoor; Terray, Pascal; Masson, Sébastien (2014). 《The Curious Case of Indian Ocean Warming》. 《Journal of Climate》 27. 8501–8509쪽. Bibcode:2014JCli...27.8501R. doi:10.1175/JCLI-D-14-00471.1. S2CID 42480067.
- Royer, J. Y.; Gordon, R. G. (1997). 《The motion and boundary between the Capricorn and Australian plates》. 《Science》 277. 1268–1274쪽. doi:10.1126/science.277.5330.1268.
- Rubin, C. M.; Horton, B. P.; Sieh, K.; Pilarczyk, J. E.; Daly, P.; Ismail, N.; Parnell, A. C. (2017). 《Highly variable recurrence of tsunamis in the 7,400 years before the 2004 Indian Ocean tsunami》. 《Nature Communications》 8. 160190쪽. Bibcode:2017NatCo...816019R. doi:10.1038/ncomms16019. PMC 5524937. PMID 28722009.
- Ryan, John (November 2009). 《'Plants That Perform For You'? From Floral Aesthetics to Floraesthesis in the Southwest of Western Australia》. 《Australian Humanities Review》. doi:10.22459/AHR.47.2009.11. ProQuest 236780800. |id=에 templatestyles stripmarker가 있음(위치 1) (도움말)
- Schott, F. A.; Xie, S. P.; McCreary, J. P. (2009). 《Indian Ocean circulation and climate variability》. 《Reviews of Geophysics》 47. RG1002쪽. Bibcode:2009RvGeo..47.1002S. doi:10.1029/2007RG000245. S2CID 15022438.
- Sengupta, D.; Bharath Raj, G. N.; Shenoi, S. S. C. (2006). 《Surface freshwater from Bay of Bengal runoff and Indonesian throughflow in the tropical Indian Ocean》. 《Geophysical Research Letters》 33. L22609쪽. Bibcode:2006GeoRL..3322609S. doi:10.1029/2006GL027573. S2CID 55182412.
- Shankar, D.; Vinayachandran, P. N.; Unnikrishnan, A. S. (2002). 《The monsoon currents in the north Indian Ocean》 (PDF). 《Progress in Oceanography》 52. 63–120쪽. Bibcode:2002PrOce..52...63S. doi:10.1016/S0079-6611(02)00024-1.
- Souter, D.; Lindén, O., 편집. (2005). Coral reef degradation in the Indian Ocean: status report 2005 (PDF) (보고서). Coastal Oceans Research and Development – Indian Ocean. 2019년 5월 11일에 확인함.
- Stow, D. A. V. (2006). 《Oceans: an illustrated reference》. Chicago: University of Chicago Press. 127 (Map of Indian Ocean)쪽. ISBN 978-0-226-77664-4.
- Telford, J.; Cosgrave, J. (2006). Joint evaluation of the international response to the Indian Ocean tsunami: Synthesis report (PDF) (보고서). Tsunami Evaluation Coalition (TEC). 2018년 12월 30일에 확인함.
- Ullah, S.; H. (2016). National Biodiversity Strategy and Action Plan (NBSAP) of Somalia (PDF) (보고서). FAO-Somalia. 2019년 8월 18일에 확인함.
- Van Sebille, E.; England, M. H.; Froyland, G. (2012). 《Origin, dynamics and evolution of ocean garbage patches from observed surface drifters》. 《Environmental Research Letters》 7. 044040쪽. Bibcode:2012ERL.....7d4040V. doi:10.1088/1748-9326/7/4/044040. hdl:1959.4/unsworks_41973.
- Wafar, M.; Venkataraman, K.; Ingole, B.; Khan, S. A.; LokaBharathi, P. (2011). 《State of knowledge of coastal and marine biodiversity of Indian Ocean countries》. 《PLOS ONE》 6. e14613쪽. Bibcode:2011PLoSO...614613W. doi:10.1371/journal.pone.0014613. PMC 3031507. PMID 21297949.
- Vörösmarty, C. J.; Fekete, B. M.; Meybeck, M.; Lammers, R. B. (2000). 《Global system of rivers: Its role in organizing continental land mass and defining land-to-ocean linkages》. 《Global Biogeochemical Cycles》 14. 599–621쪽. Bibcode:2000GBioC..14..599V. doi:10.1029/1999GB900092.
- Wilson, D. J.; Piotrowski, A. M.; Galy, A.; McCave, I. N. (2012). 《A boundary exchange influence on deglacial neodymium isotope records from the deep western Indian Ocean》. 《Earth and Planetary Science Letters》 341. 35–47쪽. Bibcode:2012E&PSL.341...35W. doi:10.1016/j.epsl.2012.06.009. hdl:10044/1/12815.
- Mugo, Kimunya, 편집. (2006). 《The Eastern Africa Coastal Forests Ecoregion: Strategic Framework for Conservation 2005-2025》 (PDF). Nairobi, Kenya: WWF Eastern Africa Regional Programme Office (WWF-EARPO). 2019년 7월 9일에 확인함.

## 더 읽어보기
- Bahl, Christopher D. (July 2020). 《Transoceanic Arabic historiography: sharing the past of the sixteenth-century western Indian Ocean》 (PDF). 《Journal of Global History》 15. 203–223쪽. doi:10.1017/S1740022820000017.
- Palat, Ravi. The Making of an Indian Ocean World-Economy, 1250–1650: Princes, Paddy fields, and Bazaars (2015).
- Pearson, Michael (2015). Trade, Circulation, and Flow in the Indian Ocean World (Palgrave Series in Indian Ocean World Studies), ISBN 978-1137564887.
- Schnepel, Burkhard and Edward A. Alpers, eds. Connectivity in Motion: Island Hubs in the Indian Ocean World (2017).
- Schottenhammer, Angela, ed. Early Global Interconnectivity across the Indian Ocean World, Volume I: Commercial Structures and Exchanges (2019).
- Schottenhammer, Angela, ed. Early Global Interconnectivity across the Indian Ocean World, Volume II: Exchange of Ideas, Religions, and Technologies (2019).
- Serels, Steven, ed. The Impoverishment of the African Red Sea Littoral, 1640–1945 (2018).
- Bose, Sugata (2009). 《A Hundred Horizons》. Cambridge, Mass.: Harvard Univ. Press. ISBN 978-0-674-03219-4.